# República de Weimar
La República de Weimar (en alemany:  Weimarer Republik (?·pàg.)) va ser el règim polític que va tenir lloc a Alemanya des del final de la Primera Guerra Mundial i la desaparició del Segon Imperi Alemany el 9 de novembre del 1918, fins a l'arribada al poder d'Adolf Hitler.
Integrant la república subsistien alguns dels estats anteriors a la unificació (vegeu mapa). Porta el nom de Weimar, la ciutat on va tenir lloc l'Assemblea Constituent.
La República de Weimar fou un període de gran inestabilitat política a causa de l'atomització de partits petits al parlament, pel rebuig dels militars a acceptar la derrota, la presència de grups paramilitars en zones urbanes i per les feixugues condicions dels acords imposats a Alemanya pels vencedors (vegeu Tractat de Versalles), que van mantenir el país en una situació de crisi econòmica (amb episodis d'hiperinflació inclosos) durant gran part dels anys vint. Tot això va portar a la pobresa a una bona part de la classe mitjana i, a més, aquesta situació es va agreujar amb la Gran Depressió del 1929.

## El Tractat de Versalles
El Tractat de Versalles del 1919 va ser un intent de reconstrucció d'Europa després de la Primera Guerra Mundial. Després de sis mesos de negociacions a la Conferència de París de 1919, el Tractat fou signat com a culminació de l'Armistici de Compiegne de 1918, acordat amb Alemanya l'11 de novembre de 1918, amb la qual s'havia posat fi als combats. Va ser el tractat de pau més important, en què els aliats van acordar la pèrdua de les colònies alemanyes, la pèrdua de territoris de l'Imperi Otomà, cessions territorials que van suposar la reorganització política d'Europa, la desmilitarització dels països centrals i el pagament de reparacions de guerra. Tot això en benefici dels vencedors. Les bases d'aquest tractats són els 14 punts del president nord-americà Woodrow Wilson, per mitjà dels quals es creava, a instàncies d'aquest, la Societat de Nacions, amb seu a Ginebra i que tenia com a principal objectiu la cooperació internacional i el sosteniment de la pau mitjançant el desarmament i l'arbitratge.
Els representants de la República de Weimar van ser obligats a signar el Tractat sota l'amenaça d'una represa del conflicte. El ministre alemany d'afers estrangers, Hermann Müller, va signar-lo el 28 de juny de 1919. El Tractat va ser ratificat per la Societat de Nacions el 10 de gener de 1920. A Alemanya, el Tractat causà commoció, va generar un fort moviment contrari, i fou un dels factors que, anys després, va acabar duent al col·lapse de la República de Weimar i a l'ascens al poder d'Adolf Hitler l'any 1933.
El Tractat va establir la creació de la Societat de Nacions, un dels objectius principals del president dels Estats Units Woodrow Wilson. La Societat de Nacions fou concebuda com una instància d'arbitratge de conflictes internacionals, la missió de la qual era evitar l'esclat de noves guerres. Al Tractat de Versalles, les exigències de França van prevaler sobre la doctrina dels 14 punts de Wilson.

### La qüestió alemanya[3]

#### Clàusules Territorials

Alemanya després del Tractat:
Administrat per la Societat de Nacions
Annexió pels països veïns
República de Weimar

El punt més important era l'ocupació francesa de l'esquerra del riu Rin. Les disputes principals es produïren al voltant del Saarland. Els francesos aportaren arguments històrics, econòmics i estratègics per quedar-se'l, però ni americans i ni anglesos desitjaven una nova reivindicació nacionalista. Per aquest motiu s'arribà a una solució de compromís: el govern de França no n'obtenia la sobirania però sí un usdefruit durant 15 anys; una part de la producció del Saarland seria destinada al Tresor de França.
Una altra qüestió decisiva era la d'Àustria: desmembrat l'imperi calia preguntar-se si podria unir-se a Alemanya. A Viena, el partit socialista donava suport a aquesta pretensió; americans i anglesos van acceptar en principi l'opció, però els governs francès i italià s'hi van oposar amb força. L'article vuitanta-vuit del Tractat de Versalles prohibia a Àustria alienar la seva sobirania i en conseqüència, unir-se a Alemanya. Són articles que vint anys després conculcaria Hitler.
Altres decisions territorials són la devolució d'Alsàcia i Lorena a França. Aquests territoris van ser conquerits per França a principis del segle xviii, però la seva població era majoritàriament alemanya i per aquesta raó van ser annexionades per Otto von Bismarck el 1871. Aquests territoris ocupaven una superfície de 14.522 km² i tenien 1.815.000 habitants l'any 1905.
Eupen i Malmedy van ser cedides a Bèlgica; la regió de Soldau a la Prússia Oriental (amb una estació de tren de la línia Varsòvia-Gdańsk) fou cedida a Polònia; i la ciutat de Danzig (actualment Gdańsk) va ser declarada ciutat lliure sota control de la Societat de Nacions tot i que parcialment sota autoritat polonesa.

#### Clàusules econòmiques
Un segon tipus de clàusules van ser les econòmiques. Provisionalment es fixà en concepte de reparacions una xifra de 220 mil milions de marcs, quantitat altíssima que va provocar la protesta d'economistes, com Keynes i dels Estats Units. En aquest punt el govern francès fou intransigent. Una comissió especial determinaria l'any 1921 la quantitat definitiva i la forma de pagament. En dates posteriors aquesta quantitat va haver de ser reduïda. El 1921 la suma fou rebaixada a 132 mil milions de marcs d'or, que encara va semblar astronòmica a molts observadors alemanys, tant per la quantitat mateixa com pel fet que els terminis imposats obligaven a estar pagant el deute fins al 1987. Els problemes econòmics ocasionats pels pagaments i el ressentiment alemany per la seva imposició, que a Alemanya van ser un tema d'agitació nacionalista, sovint es mencionen com les causes del fracàs de la República de Weimar, l'ascens d'Adolf Hitler i l'esclat de la Segona Guerra Mundial.

#### Condicions militars
Les dures condicions imposades a Alemanya en qüestions militars derivaven de l'esperit de venjança francès nascut després de la derrota a la Guerra francoprussiana, el 1871; d'altra banda, el gran nombre de víctimes i els greus danys econòmics provocats per la guerra, que s'havia desenvolupat en territori francès, van generar a França el temor d'una nova agressió alemanya i n'accentuaren el revengisme. Per aquests motius, l'exèrcit alemany fou reduït a 100.000 homes, sense tancs ni artilleria pesant; aquest homes serien allistats durant dotze anys i els oficials durant vint-i-cinc, de forma que s'aconseguís que només un nombre limitat d'homes rebés instrucció militar. No havia d'existir a Alemanya cap servei militar obligatori com tampoc no havia d'haver-hi un Estat Major Alemany. S'ordenà el lliurament de la flota de guerra alemanya, però els mateixos mariners preferiren enfonsar-la. Posteriorment, la marina fou reduïda a 15.000 homes sense submarins i amb només sis vaixells de guerra, de menys de 10.000 tones, sis creuers i dotze destructors. A més, Alemanya no podia tenir una aviació de guerra pròpia.

#### Reparacions de Guerra i Clàusula de Culpabilitat
L'article 231 del Tractat la clàusula esmenta la culpabilitat de la Guerra. Es fa responsable única a Alemanya de tots els danys i pèrdues patits pels aliats durant la Gran Guerra. Aquesta clàusula de culpabilitat va ser la base per a les indemnitzacions de la guerra.

## Establiment de la República (1918–1919)

### La Revolució Alemanya

#### Els motins de Wilhelmshaven i Kiel

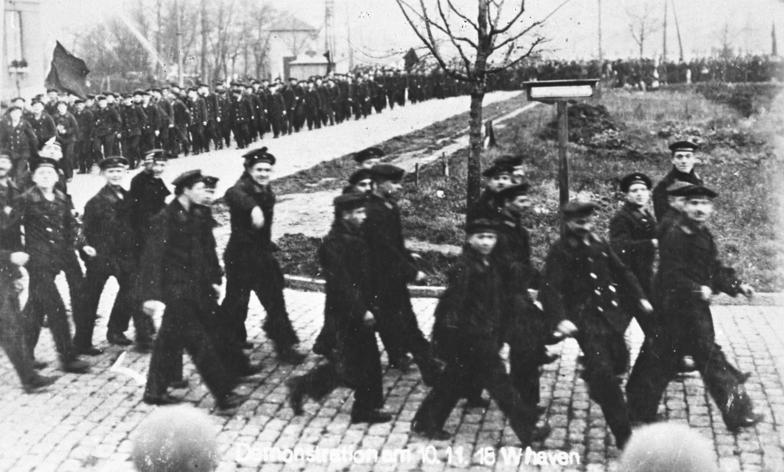
Mariners revolucionaris desfilant per Wilhelmshaven el 1918.

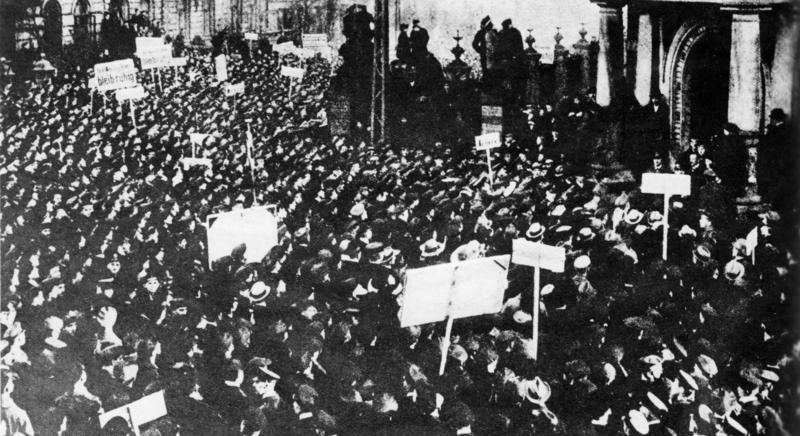
Manifestació a Kiel en suport als mariners i obrers revoltats, iniciadors de la revolució, al novembre de 1918.

Mentre a Alemanya tothom esperava una ràpida fi de la guerra, el Comandament Militar Naval de Kiel, sota la direcció de l'almirall Franz von Hipper, sense comptar amb l'autorització del govern, va prendre la iniciativa de fer sortir la flota a lluitar contra els britànics al Canal de la Mànega. L'ordre naval del 24 d'octubre i els preparatius per a l'embarcament va encendre un motí entre els mariners, que no volien ser sacrificats en va en el darrer moment de la guerra ni tampoc comprometre la credibilitat del nou govern democràtic llençant un atac naval mentre s'estaven iniciant negociacions de pau.
El motí dels mariners va començar a Schilling-Reede, a prop de Wilhelmshaven, on s'havia concentrat tota la flota per salpar. Durant la nit del 29 al 30 d'octubre de 1918, algunes tripulacions van negar-se a obeir les ordres, en especial als vaixells SMS Thüringen i SMS Helgoland, on, a més, va haver-hi actes de sabotatge; ara bé, com que la revolta no s'havia donat a totes les unitats, quan l'endemà vaixells torpedinadors van apuntar els seus canons cap al "Thüringen" i el "Helgoland", els mariners rebels van rendir-se. Tanmateix, considerant que no podia comptar amb la lleialtat de les tripulacions, el Comandament Naval va haver de renunciar als seus plans i, per això, ordenà al Tercer Esquadró Naval, que no havia participat en el motí, tornar-se'n cap a Kiel.
Com que va aconseguir dur a terme una maniobra amb els vaixells del seu esquadró a la Badia de Helgoland, el vice-almirall Kraft va considerar segura la seva autoritat sobre la tripulació. Per això, a Holtenau, al final del canal de Kiel, va fer desembarcar els quaranta-set mariners del "Markgraf" que tenia empresonats com a culpables del motí de Wilhelmshaven, els quals acabaren conduïts a la presó militar de Kiel i al Fort Herwarth. Ara bé, els mariners es mobilitzaren per impedir a la flota sortir de nou com també per aconseguir la llibertat dels companys empresonats. Uns dos-cents cinquanta van reunir-se el dia 1 de novembre a la seu dels sindicats a Kiel, i enviaren delegacions demanant la llibertat dels amotinats als oficials de marina, els quals rebutjaren escoltar-les; llavors, els mariners buscaren el suport dels sindicats, de l'USPD i de l'SPD. La policia va clausurar la seu dels sindicats, però, el 2 de novembre es va produir una nova reunió a l'aire lliure a la Großer Exerzierplatz encara més concorreguda, en la qual, els portaveus dels mariners Karl Artelt, treballador d'una fàbrica de torpedes a Kiel-Friedrichsort i Lothar Popp, treballador dels dics, militants tots dos de l'USPD, convocaren una nova reunió per a l'endemà al mateix lloc.
A aquesta reunió hi acudiren milers de persones a la tarda del 3 de novembre juntament amb representants dels treballadors. El lema "Frieden und Brot" (pau i pa) va mostrar clarament que els mariners i els treballadors no demanaven només l'alliberament dels empresonats sinó també la fi de la guerra i dels raccionaments de queviures. Seguint la crida d'Artelt d'alliberar els presoners, els manifestants es dirigiren cap a la presó militar on la policia obrí foc contra ells amb un resultat de set morts i vint-i-nou ferits greus. Llavors, tant els manifestants com la policia es dispersaren, però la protesta va convertir-se en una revolta generalitzada.
Durant el matí del 4 de novembre, mariners establerts en barracons del districte nord de Kiel es negaren a obeir. Karl Artelt va organitzar el primer consell de soldats, i també se'n formaren molts d'altres. Wilhelm Souchon, comandant de l'estació naval, va haver de negociar i concedir l'alliberament dels mariners empresonats; les tropes que, contra les promeses de Souchon, avançaren per dominar la revolta foren interceptades pels amotinats i, o bé s'uniren a la revolta o bé es retiraren. D'aquesta manera, al vespre del 4 de novembre Kiel quedà en mans d'aproximadament 40.000 mariners, soldats i treballadors amotinats, situació que, dos dies més tard, es donaria també a Wilhelmshaven.
Aquell mateix vespre, el diputat de l'SPD Gustav Noske va arribar a Kiel, on fou rebut amb entusiasme malgrat les ordres que duia del govern i de la direcció de l'SPD de prendre el control de la revolta; per això, es va fer elegir president del consell de soldats, càrrec des del qual va restablir l'ordre; uns dies més tard, assumí el càrrec de governador mentre que Lothar Popp (USPD) passà a presidir el consell de soldats. Durant les setmanes següents, Noske va aconseguir reduir el poder dels consells a Kiel, però no va poder evitar l'extensió de la revolució a tot Alemanya.

### La revolució s'estén al conjunt d'Alemanya

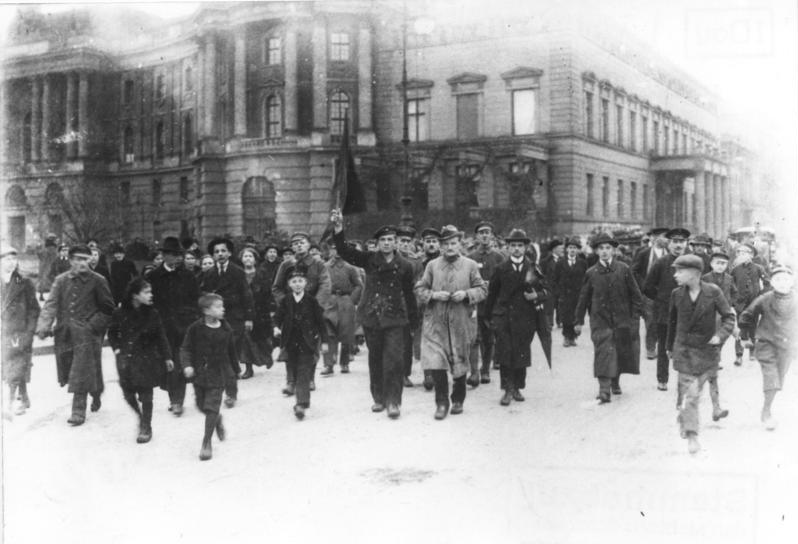
Manifestants pels carrers de Berlín durant la vaga general revolucionària del 9 de novembre de 1918.

El mateix 4 de novembre, delegacions dels marins de Kiel es dirigiren cap a totes les grans ciutats de l'Imperi. El dia 7, la revolució ja s'havia estès a totes les grans ciutats de la costa, com també a Hannover, Brunswick, Frankfurt i Múnic, on el Consell d'Obrers i Soldats va obligar a abdicar el rei Lluís III de Baviera, amb la qual cosa, Baviera fou el primer estat alemany a ser proclamat República de Consells (Räterepublik), cosa que va donar origen al que s'anomena República Soviètica de Baviera, dirigida pel militant de la USPD Kurt Eisner. Durant els dies següents, els monarques dels diferents regnes de l'Imperi anaren abdicant, el darrer a fer-ho fou el príncep Günther Victor de Schwarzburg-Rudolstadt el 23 de novembre de 1918.
Els consells d'obrers i soldats estaven formats gairebé sempre per militants i simpatitzants de l'SPD i la USPD. El seu programa era democràcia, pacifisme i antimilitarisme. A part dels reis, només desposseïren del poder els alts comandaments militars, mentre que l'administració civil del Reich va continuar funcionant. Tampoc no es van produir ni confiscacions de terres ni ocupacions de fàbriques perquè s'esperava que aquest tipus de mesures les prengués el nou govern; a més, els consells només pretenien supervisar l'administració que abans havia estat en mans dels comandaments militars.
Amb la creació dels Consells, l'SPD fou capaç d'establir una base forta al nivell local; ara bé, mentre que els consells creien estar actuant en interès de l'establiment del nou règim, els dirigents de l'SPD els veien com un element pertorbador que podia fer fracassar el canvi pacífic de règim, que, segons ells, ja havia tingut lloc; per això, juntament amb els partits de les classes mitjanes, demanaven una convocatòria immediata d'eleccions per designar una assemblea nacional que definiria el nou tipus d'estat. Així, l'SPD va acabar oposant-se als grups revolucionaris, el portaveu dels quals era l'USPD, que, fent-se ressò de les seves peticions, volia ajornar les eleccions tant com fos possible amb la idea d'instaurar canvis irreversibles que responguessin a les aspiracions de la classe obrera.

### La proclamació de la República

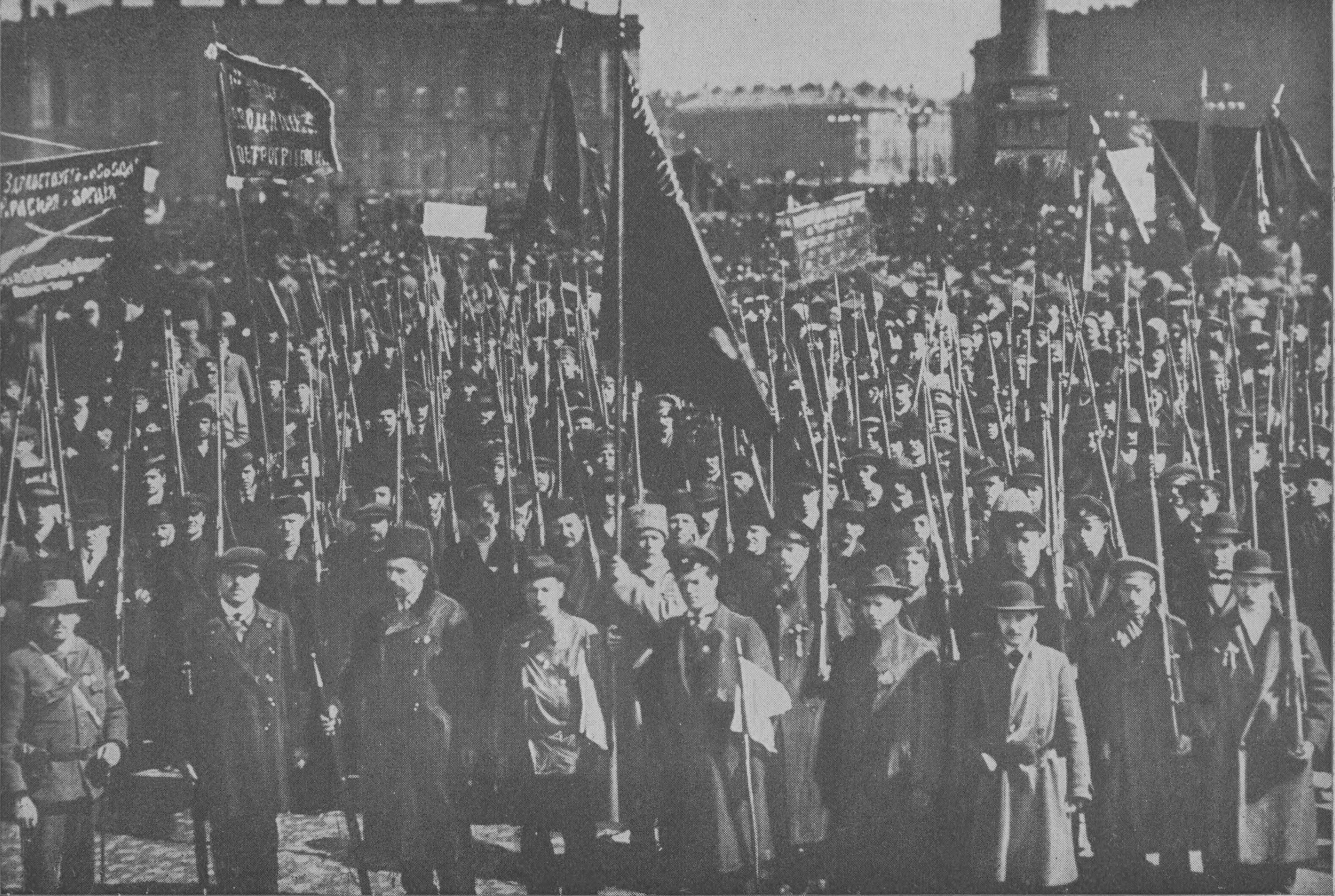
L'èxit de la Revolució Russa de 1917 va marcar l'actuació de l'SPD i va sembrar la por a les classes mitjanes i altes alemanyes durant la revolució de novembre. En la imatge, membres del 1r Regiment de la Guàrdia Roja enfront del Palau d'Hivern.

Friedrich Ebert, líder de l'SPD, coincidia completament amb el príncep Max de Baden en la necessitat d'evitar fos com fos una revolució social i de conservar l'ordre públic. Per tal de reestructurar l'estat, Ebert volia aconseguir el suport tant dels partits de les classes mitjanes, que, d'ençà de l'estiu de 1917, ja estaven col·laborant amb l'SPD al Reichstag, com també el de les antigues oligarquies de l'Imperi, i, d'aquesta manera, impedir una radicalització de la revolució com la que havien dut a terme els bolxevics a Rússia i també assegurar-se que la difícil situació del proveïment de queviures a la població no quedés col·lapsada en el cas que l'administració pública caigués en mans de revolucionaris inexperts. Durant la Revolució, Ebert, convençut que en el futur l'SPD podria assolir majories parlamentàries que li permetessin dur a terme els seus projectes de reforma social, volgué actuar sempre d'acord amb les antigues classes dirigents; per això, en un principi, volia mantenir la monarquia; ara bé, per guanyar-se el suport dels seus seguidors, el 6 de novembre va demanar l'abdicació del Kàiser. Tanmateix, Guillem II, establert al quarter general de Spa des de principis de 1918, confiava que, un cop les potències de l'Entesa haguessin acceptat la treva, podria tornar a Berlín amb les tropes a restablir-hi l'ordre.
Segons sembla, el dia 7 de novembre, Ebert estava del tot convençut que l'abdicació del kàiser resultava imprescindible per evitar la revolució social bolxevic que ell tant temia; per això, el príncep Max de Baden va pensar traslladar-se a Spa a demanar personalment al kàiser que abdiqués, però, davant del deteriorament progressiu de la situació a Berlín es va quedar a la capital.
A primeres hores del matí del 9 de novembre, el Kàiser va saber, mitjançant una enquesta adreçada a trenta-nou comandaments, que els soldats del front no li eren lleials; a més, contínuament li arribaven telegrames de Berlín demanant-li l'abdicació, decisió que anava ajornant considerant, per altra banda, la possibilitat d'abdicar com a emperador d'Alemanya però continuar com a rei de Prússia. Finalment, sense esperar rebre notícies de Spa ni comptar amb l'aprovació del Kaiser, el príncep Max de Baden va anunciar públicament l'abdicació de Guillem II, qui, poc després va fugir als Països Baixos, on visqué exiliat fins a la seva mort (1941). Al migdia, per tal de poder controlar millor la situació a Berlín, Friedrich Ebert va exgir a Max de Baden que li cedís el càrrec de canceller, petició a la qual aquest accedí.
La notícia de l'abdicació del Kàiser (9 de novembre de 1918) va arribar massa tard per causar cap mena d'impressió en els milers de manifestants que omplien els carrers de Berlín, els quals exigien la total abolició de la monarquia, no conformant-se, doncs, amb la simple substitució de Guillem II per un altre monarca com encara pretenia Ebert. Karl Liebknecht, acabat d'alliberar de la presó, tornà a Berlín i va refundar-hi la Lliga Espartaquista. A l'hora de dinar, al Reichstag, el vicepresident del parlament, Philipp Scheidemann (SPD) va assabentar-se que Liebknecht pretenia proclamar la República Socialista; per evitar, doncs, que els espartaquistes prenguessin la iniciativa, va sortir al balcó i, contra el desig exprés d'Ebert, va proclamar la República davant dels manifestants; ara bé, gairebé al mateix temps, al Zoològic de Berlín, Liebknecht proclamà la República Socialista davant d'una multitud de manifestants.
Cap a les vuit del vespre, un grup d'un centenar de sindicalistes revolucionaris de les grans fàbriques de Berlín van ocupar el Reichstag i hi constituïren un Parlament Revolucionari. Molts d'ells eren dirigents de les vagues del gener de 1918, contraris a l'acció política de l'SPD, que havien planejat dur a terme un cop revolucionari previst per a l'11 de novembre, però que s'havien vist sorpresos per la revolució iniciada arran dels motins dels mariners de Kiel. Per tal de prendre-li la iniciativa a Ebert, convocaren eleccions a cada fàbrica i cada regiment per elegir un nou govern revolucionari format pels dos partits obrers (l'SPD i la USPD). Aquest Consell de Comissaris del Poble (Rat der Volksbeauftragten) havia d'executar les decisions del Parlament Revolucionari i impedir així que Ebert pogués actuar com a canceller.

### El Consell de Comissaris del Poble

#### Els socialdemòcrates i els revolucionaris

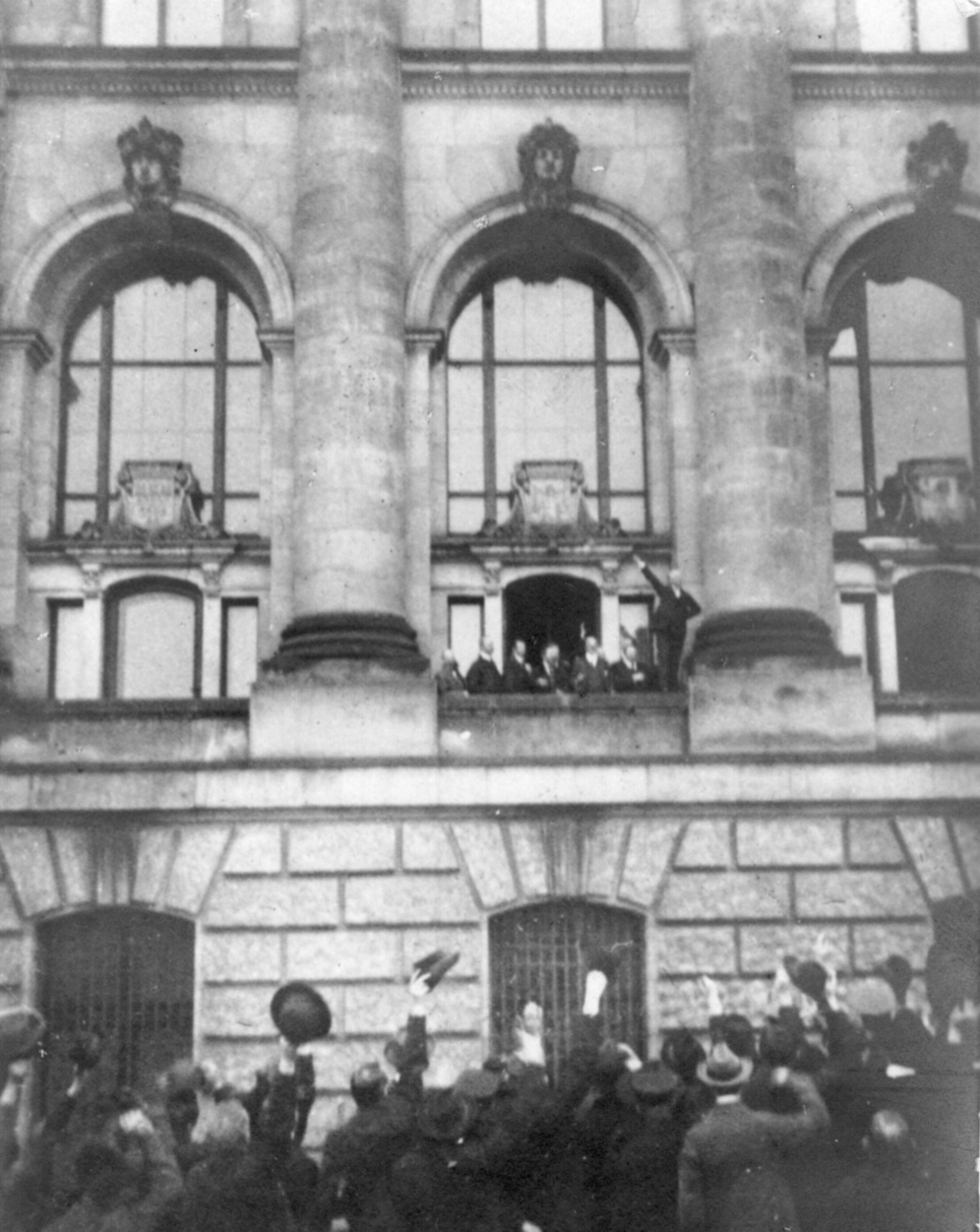
Philipp Scheidemann parla a la multitud des del Reichstag el dia de proclamació de la República.

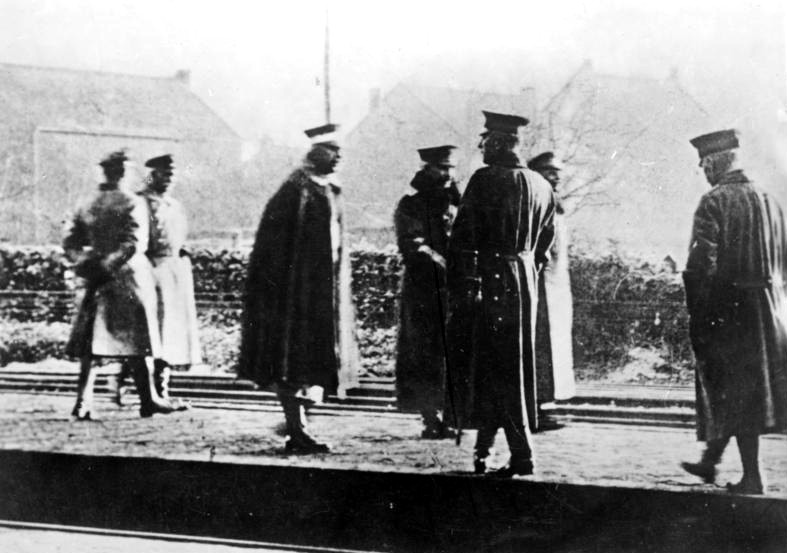
El Kaiser Guillem II camí de l'exili.

Conscient que no hi havia manera d'impedir l'elecció ni la reunió dels consells, Ebert va enviar representants a tots els regiments i factories de Berlín per procurar la seva elecció i anunciar la participació de l'USPD al nou govern. En resposta, els sindicalistes planejaren proposar a l'Assemblea l'elecció no sols d'un govern sinó també d'un Comitè d'Acció, encarregat de coordinar l'acció dels consells d'obrers i soldats. Els sindicalistes havien confeccionat una llista de candidats per al Comitè d'Acció, on no hi havia cap de l'SPD; pretenien, doncs, crear un organisme de control del govern que els resultés favorable.
A l'Assemblea, reunida el 10 de novembre al Circ Busch, la majoria va donar suport a l'SPD, i el lema "Unitat de la Classe Obrera", usat pels revolucionaris els dies anteriors, serví ara per propugnar la línia d'Ebert. Llavors, tal com s'havia previst, s'elegiren tres membres de cadascun dels dos partits socialistes per constituir el Consell de Comissaris del Poble:
- USPD: Hugo Haase, el seu president, el diputat Wilhelm Dittmann i el sindicalista Emil Barth
- SPD: Friedrich Ebert, Philipp Scheidemann, i el diputat de Magdeburg Otto Landsberg

La proposta dels sindicalistes d'elegir, a més, un Comitè d'Acció va agafar per sorpresa els dirigents de l'SPD i van començar acalorats debats. Al final, Ebert va aconseguir que el Comitè d'Acció, que passà a denominar-se "Consell Executiu dels Consells d'Obrers i Soldats", estigués format també per delegats de l'SPD i de la USPD. El Consell Executiu va decidir convocar una Convenció de Consells del Reich per al desembre a Berlín.
Malgrat tot, Ebert veia el Parlament dels Consells i el Consell Executiu no pas com una ajuda sinó com un obstacle per al seu projecte de transició pacífica i calmada de l'antic Imperi cap a un nou sistema de govern. La direcció de l'SPD es malfiava més dels Consells que no pas de les antigues oligarquies, la lleialtat de les quals a la nova república tendia a sobrevalorar. Ebert es trobava que, davant dels consells, no podia actuar com a canceller sinó, únicament, com a president d'un govern revolucionari. Per altra banda, els conservadors el veien com un traïdor, tot i que havia assumit la direcció de la revolució només per aturar-la.
Durant les vuit setmanes en què es va donar el doble poder dels Consells i el Govern del Reich, els alts funcionaris de l'administració optaren per reconèixer només l'autoritat d'Ebert, malgrat que dins del Consell Haase hi tenia el mateix dret de vot. El mateix dia 10 de novembre, el general Wilhelm Groener, el nou comandant en cap de la Caserna General de Spa, va telefonar Ebert per comunicar-li que l'exèrcit li donava suport i, a canvi de la promesa d'Ebert de restablir la jerarquia militar, va garantir-li que l'exèrcit estava disposat a actuar contra els consells, els quals, per a la direcció de l'SPD, representaven sempre l'amenaça que la revolució acabés prenent un caire bolxevic com a Rússia. Ara bé, amb la seva actuació política, Ebert va acabant perdent suport dins dels Consells però sense guanyar-ne entre els sectors conservadors de dreta.
A causa de la inestabilitat política del moment, va passar gairebé desapercebuda la notícia que el govern d'Ebert havia acceptat les dures condicions de l'Entesa per aconseguir una treva. L'11 de novembre, el diputat del Partit del Centre Matthias Erzberger, en nom d'Alemanya, va signar l'Armistici de Compiègne amb la qual cosa es posà fi a la Primera Guerra Mundial.

#### L'Acord Stinnes-Legien

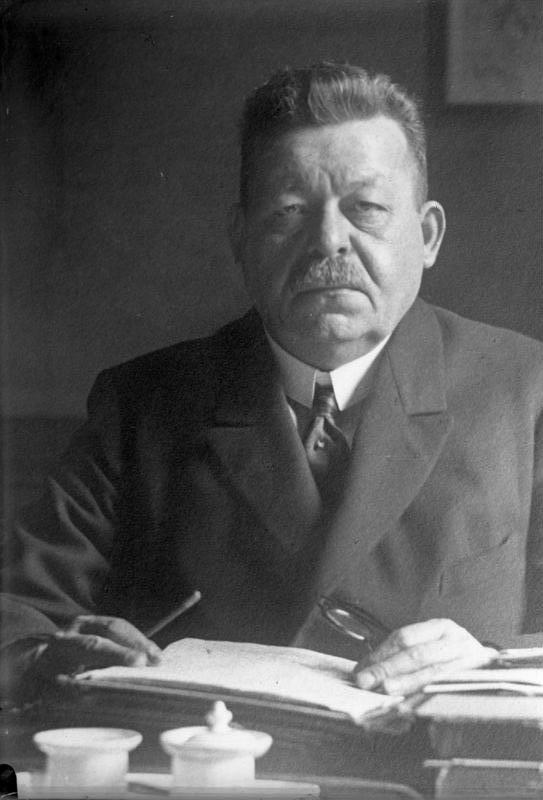
Friedrich Ebert, president de la nova república i dirigent de l'SPD, va reprimir de forma sagnant la revolució.

La idea de posar sota control democràtic almenys la indústria pesant amb importància per a la guerra circulava tant entre la SPD com entre la USPD. Les ales esquerres de tots dos partits i els sindicalistes revolucionaris volien anar més enllà i establir la democràcia directa al sector de la producció; els delegats elegits en aquest sector controlarien també el poder polític. Aquesta idea contradeia no sols l'interès de l'SPD d'impedir la Democràcia dels Consells, sinó també l'interès dels sindicats que esdevindrien superflus a causa de l'existència dels consells.
Fou per això que, durant els esdeveniments revolucionaris, el dirigent dels sindicats Carl Legien va arribar a un acord amb els representants de la patronal Hugo Stinnes i Carl Friedrich von Siemens quan es reuniren a Berlín des del 9 fins al 12 de novembre. El dia 15, signaren un acord favorable a totes dues bandes: els representants dels sindicats van prometre mantenir l'ordre a la producció posant fi a les vagues salvatges com també a reduir la influència dels consells i a evitar la nacionalització dels mitjans de producció. Llavors, els empresaris prometeren admetre la jornada de vuit hores, que durant anys havien reivindicat els sindicats, i a reconèixer com a interlocutors els sindicats i no pas els consells. Totes dues parts formaren el Comitè Central per al Manteniment de l'Economia (Zentralausschuss für die Aufrechterhaltung der Wirtschaft). També s'acordà que un Comitè Arbitral (Schlichtungsausschuss) faria de mitjancer en futurs conflictes entre els empresaris i els sindicats. Des d'aleshores en endavant, a cada fàbrica amb més de cinquanta empleats, comitès paritaris amb la direcció s'ocuparien de garantir el compliment dels acords salarials.
D'aquesta manera, els sindicats aconseguiren les seves reivindicacions però minant tots els esforços per nacionalitzar els mitjans de producció i, a la llarga, eliminant els Consells.

#### El Govern i els Consells
Malgrat la constitució del Consell de Comissaris del Poble i del Consell Executiu, tot l'aparell burocràtic de l'administració pública continuava funcionant i els seus funcionaris conservaren els seus llocs.
El 12 de novembre, el Consell de Comissaris del Poble va publicar el seu programa social i democràtic de govern. Va suprimir l'estat de setge i la censura, com també va abolir la servitud ("Gesindeordnung") i va establir el sufragi universal a partir dels vint anys, fins i tot també per a les dones. Va haver-hi una amnistia per als presos polítics; es regulà la llibertat d'associació, d'assemblea i de premsa. En aplicació de l'Acord Stinnes-Legien, es va decretar la jornada de vuit hores, com també s'introduí la cobertura de l'atur i la seguretat social.
Davant de la insistència dels representants de la USPD al Consell de Comissaris del Poble, es va nomenar un Comitè de Nacionalització, format entre d'altres per Karl Kautsky, Rudolf Hilferding i Otto Hue, que havia d'estudiar quines indústries estaven preparades per a la nacionalització i per preparar la nacionalització de la indústria del carbó i de l'acer. Aquest comitè va estar actiu fins al 7 d'abril de 1919 però no va arribar a cap resultat tangible. Només s'instal·laren Cossos d'Autoadministració a la indústria del carbó i de l'acer com també a les mines de potassa; aquests cossos foren el precedent dels comitès d'empresa. D'expropiacions socialistes no se'n van dur a terme.
La direcció de l'SPD sempre va estimar-se més treballar amb l'antiga administració que no pas amb els Consells d'Obrers i Soldats, perquè no els considerava capaços d'atendre correctament les necessitats de la població. Aquesta política provocava contínues disputes dins del Consell Executiu.
A Leipzig, d'Hamburg, Bremen, Chemnitz i Gotha, els Consells d'Obrers i Soldats posaren l'administració de la ciutat sota el seu control. A més, a Brunswick, Düsseldorf, Mülheim del Ruhr i Zwickau es va empresonar tots els funcionaris sospitosos de mantenir-se lleials al kàiser. A Hamburg i Bremen es formaren "Guàrdies Roges" per protegir la Revolució i els Consells van destituir la direcció de
Leuna Works, una gran indústria química de la rodalia de Merseburg. Els nous consells sovint havien sorgit d'una manera espontània i no tenien experiència administrativa. Tanmateix, hi hagué una gran majoria de Consells que arribaren a una entesa amb les antigues administracions, la qual cosa va dur a una ràpida restauració de la llei i l'ordre. Així per exemple, Max Weber formava part del consell d'obrers de Heidelberg, i va sorprendre's gratament que molts dels seus membres fossin liberals moderats. Els Consells s'encarregaren de la distribució de queviures i de l'acollida dels soldats que anaven tornant del front.
De fet, l'Administració i els Consells es necessitaven mútuament; l'Administració disposava de coneixement i d'experiència, mentre que la influència política la tenien els Consells. Però molta gent no volia pas la instauració d'una República de Consells sinó que aspirava només a abolir l'autoritarisme i el militarisme, estava cansada de la guerra, patia misèria i volia arribar a una solució pacífica.

#### El Congrés de Consells del Reich
Tal com va decidir-ho el Comitè Executiu, els Consells d'Obrers i Soldats de tot el Reich van enviar delegats a Berlín per reunir-se el 16 de desembre al Circ Busch en el Primer Congrés General de Consells d'Obrers i Soldats (Erster Allgemeiner Kongress der Arbeiter- und Soldatenräte). Ebert i el General Groener ordenaren enviar tropes a Berlín per impedir la reunió del Congrés i recuperar el control de la capital en una acció planejada per al 15 de desembre. El dia 6, un dels regiments va sortir massa d'hora i, en l'intent de detenir el Consell Executiu, els soldats dispararen contra una manifestació de "Guàrdies Rojos" desarmats, militants dels espartaquistes. El resultat fou de setze morts.
Com que, aleshores, el perill d'un cop violent des de la dreta va fer-se visible, al diari espartaquista "Bandera Roja" (Die Rote Fahne) del 12 de desembre, Rosa Luxemburg hi va demanar un desarmament pacífic dels batallons que tornaven del front per part dels obrers de Berlín; ella es proposava aconseguir la subordinació dels Consells de Soldats al Parlament Revolucionari i reeducar els soldats.
El 10 de desembre, Ebert va donar la benvinguda a deu divisions que tornaven del front confiant poder usar-les contra els consells. Ara bé, aquelles tropes no tenien ganes de lluitar; la guerra s'havia acabat, s'acostaven les Festes de Nadal i la majoria d'ells el que volia era tornar a casa amb la família; per això, poc després d'haver arribat a Berlín es dispersaren. Així doncs, el cop contra el Congrés de Consells no va poder tenir lloc.
De fet, però, al Congrés, que va tenir lloc el 16 de desembre a la seu del Parlament de Prússia, la majoria dels delegats eren de l'SPD; ni tan sols Karl Liebknecht hi havia obtingut un escó, per tant, la Lliga Espartaquista no hi tenia gens de poder. El dia 19, els Consells rebutjaren, per 344 vots contra 98, la creació d'un règim de Consells com a base per a una nova constitució. La postura dels Consells fou més aviat donar suport a la decisió del govern de convocar, tan aviat com fos possible, eleccions per a una assemblea constituent, a la qual li correspondria definir el nou model d'estat.
L'únic desacord entre el Congrés i Ebert fou en el tema del control de l'exèrcit. Entre altres coses, el Congrés va demanar la participació del seu Consell Central en el nomenament dels comandaments militars, l'elecció lliure dels oficials i poders disciplinaris per als Consells de Soldats. Totes aquestes peticions, evidentment, contradeien els acords presos per Ebert amb el general Groener. Mentrestant, el Comandament Suprem, que s'havia traslladat des de Spa fins a Kassel, va començar a reclutar batallons de voluntaris lleials, dits cossos lliures (Freikorps) per usar-los contra la suposada amenaça bolxevic. A diferència dels soldats revolucionaris de novembre, els Freikorps estaven formats per oficials monàrquics i per soldats que temien el retorn a la vida civil.

#### La Crisi de Nadal

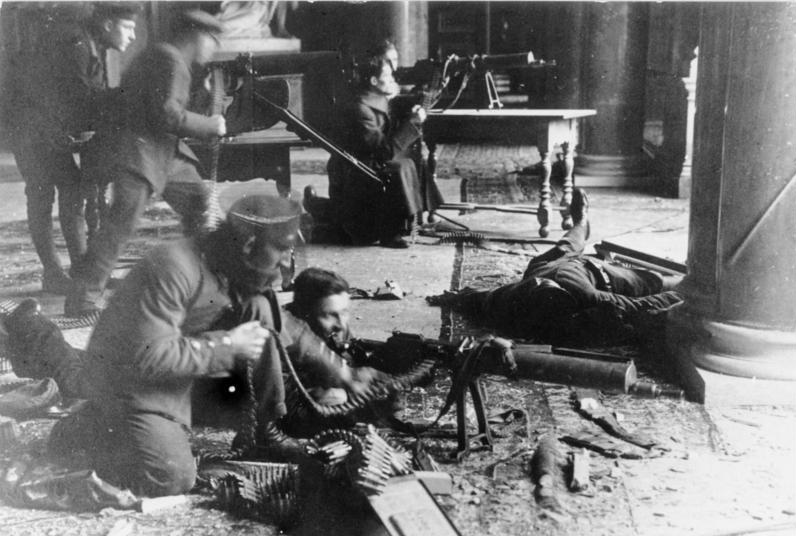
Soldats amotinats a Berlín durant la crisi de Nadal de 1918.

Després dels fets del 9 de novembre, el govern havia ordenat a l'acabada de crear Divisió Naval Popular (Volksmarinedivision) traslladar-se des de Kiel cap a Berlín, per tenir així una força que el protegís, i l'acantonà al Berlin Stadtschloss (La Residència de la Ciutat Imperial). Aquesta divisió era completament lleial al govern i, a més, havia rebutjat participar en l'intent de cop d'estat del 6 de desembre fins al punt de destituir els oficials sospitosos d'estar-hi implicats. Segurament per això, es va diforndre la idea que els marins d'aquesta divisió eren espartaquistes. Al final, Ebert va demanar la seva dissolució i la seva retirada de la Residència, i Otto Wels, comandant de Berlín des del 9 de novembre, actuant en sintonia amb Ebert, va negar-se a pagar als mariners.
El conflicte va acabar esclatant el 23 de desembre quan els mariners ocuparen la Cancelleria del Reich, van tallar les línies de telèfon, posaren el Consell de Comissaris del Poble sota arrest domiciliari i capturaren Otto Wels. Malgrat tot, els marins no intentaren eliminar el govern d'Ebert, tal com hauria estat lògic si haguessin estat espartaquistes de debò, sinó que es limitaren a exigir la seva paga. Al seu torn, Ebert, mitjançant una línia telefònica secreta, va posar-se en contacte amb el Comandament Suprem de Kassel per ordenar l'atac de la Residència amb tropes lleials al govern durant el matí del dia 24. Els marins repel·liren l'atac sota les ordres del seu comandant Heinrich Dorrenbach, amb un resultat de trenta baixes a més de la mort de civils en el combat. Les tropes del govern, que hagueren de retirar-se del centre de Berlín, es dissolgueren per integrar-se als Freikorps. Malgrat que es desfoguessin ocupant els locals de "Bandera Roja", el poder militar de Berlín continuava en mans de la Divisió Naval Popular, però, de nou, els mariners no intentaren aprofitar-se'n per fer la revolució.
A més de demostrar clarament que els marins no eren pas espartaquistes, la crisi de Nadal demostra que la suposada revolució bolxevic alemanya tampoc no tenia líder. Si, com després es va dir, Karl Liebknecht havia de ser el "Lenin alemany", ni els marins ni tan sols els Consells estaven disposats a acceptar la seva autoritat. Al final l'únic resultat d'aquesta crisi, que els espartaquistes denominaren "El Nadal Sagnant d'Ebert" fou que els sindicalistes revolucionaris convocaren una manifestació per al dia de Nadal i que, com a protesta, la USPD sortí del govern el 29 de desembre, cosa que, en realitat, fou fer-li un favor a Ebert qui havia acceptat la presència de la USPD al govern només sota la pressió dels esdeveniments revolucionaris.

### L'Aixecament Espartaquista

#### La revolta de gener

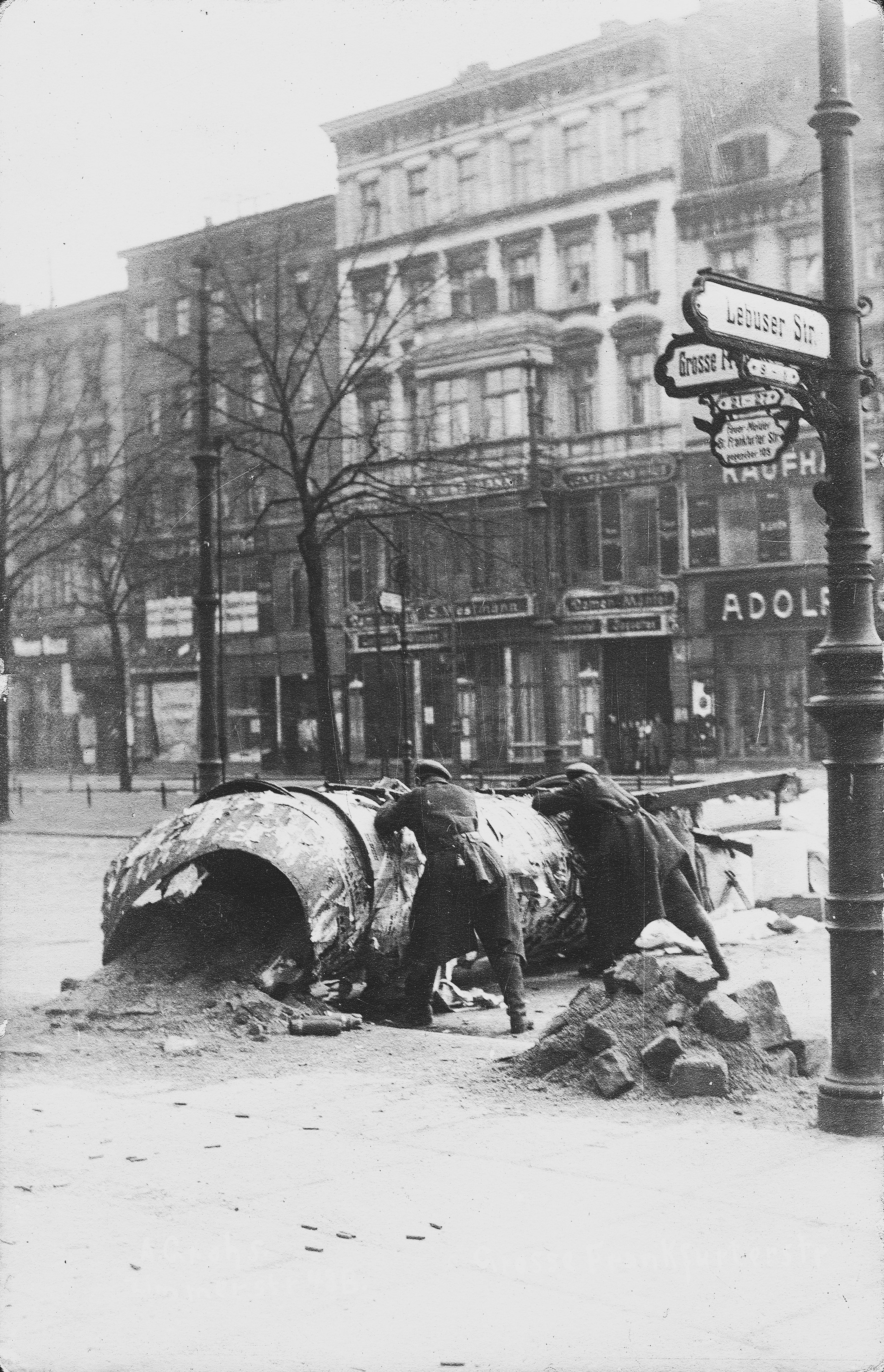
Revolucionaris en una barricada als carrers de Berlín durant l'aixecament.

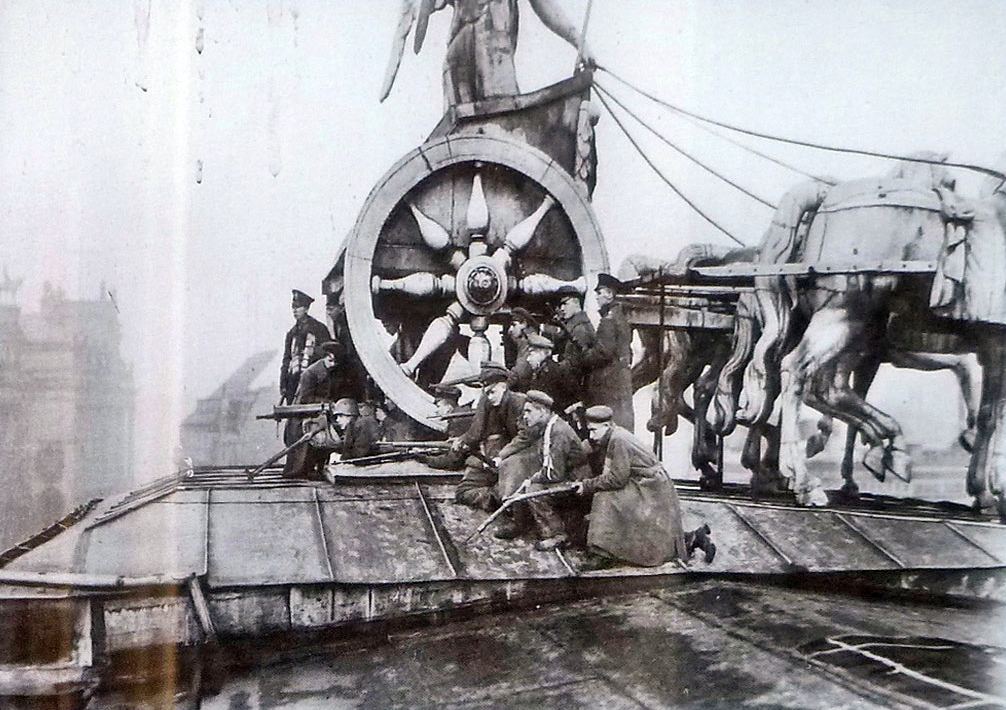
Soldats sobre la Porta de Brandenburg el gener de 1919.

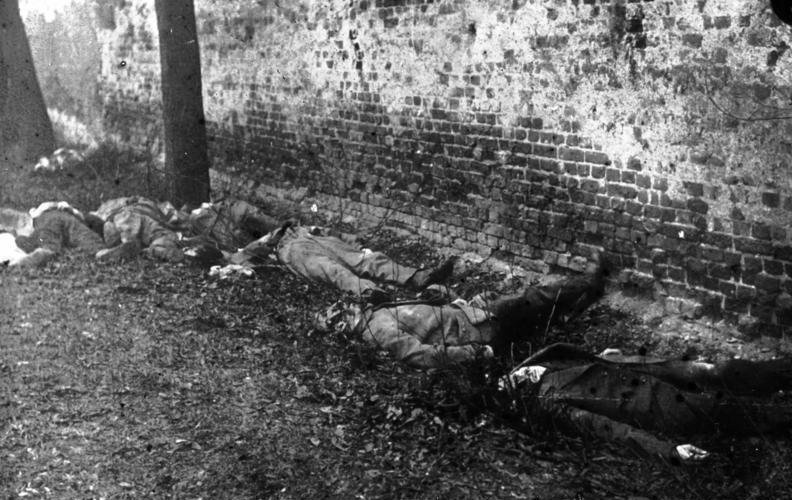
Revolucionaris morts després de la seva execució sumària per les tropes governamentals, març de 1919.

Arran de les seves experiències dins de l'SPD i de la USPD, els espartaquistes van arribar a la conclusió que els calia organitzar el seu propi partit. Per això, juntament amb altres grups socialistes d'esquerra, fundaren el Partit Comunista d'Alemanya (Kommunistische Partei Deutschlands o KPD, en alemany). Tanmateix, després d'haver discutit amb els espartaquistes, els sindicalistes revolucionaris decidiren continuar dins la USPD.
Rosa Luxemburg va redactar-ne el programa fundacional i va presentar-lo el 31 de desembre de 1918. En aquest programa, ella hi afirmava explícitament que els comunistes no havien de prendre el poder sense un suport clar de la majoria del poble. L'1 de gener, va demanar de nou la participació del KPD a les eleccions convocades, però la seva proposta fou derrotada, ja que la majoria dels militants encara confiava a assolir el poder mitjançant l'agitació a les fàbriques i la pressió del carrer.
Igual que el novembre anterior, va desenvolupar-se espontàniament una onada revolucionària a partir del 4 de gener de 1919 després que el Consell de Comissaris del Poble, controlat per Ebert i l'SPD arran de la sortida del govern de la USPD el 29 de desembre, hagués destituït el cap de la policia de Berlín Emil Eichhorn, un militant de la USPD que s'havia negat a actuar contra els manifestants obrers de la Crisi de Nadal. En resposta a la destitució d'Eichhorn, la USPD, els Sindicalistes Revolucionaris i els dirigents del KPD Karl Liebknecht i Wilhelm Pieck convocaren una manifestació per a l'endemà, la qual, per a sorpresa dels seus convocants, es convertí en una gran assemblea de masses al centre de Berlín.
El dia 5 al vespre, els manifestants ocuparen les estacions de tren i les oficines del "Vorwärts" i dels diaris dels partits de les classes mitjanes, alguns dels quals els dies anteriors havien demanat no sols l'actuació dels Freikorps sinó també l'assassinat dels espartaquistes.
Els manifestants, els mateixos que dos mesos abans, demanaven la realització de totes les reivindicacions plantejades el novembre. Els espartaquistes no estaven pas en una posició dirigent, sinó que les protestes obreres comptaven amb el suport de diferents grups situats a l'esquerra de l'SPD. En realitat, doncs, l'Aixecament Espartaquista no va planificar-lo el KPD.
Els iniciadors es reuniren en assemblea a la Caserna de la Policia i elegiren un Comitè Revolucionari Provisional (Provisorischer Revolutionsausschuss) format per cinquanta-tres membres que, en realitat, no tenia gaire idea de com usar el seu poder. Liebknecht demanà enderrocar el govern i coincidí amb la majoria del comitè a defensar la lluita armada. Rosa Luxemburg, com també la majoria dels dirigents del KPD, considerà que, en aquell moment, la revolta estava condemnada al fracàs i va parlar-hi explícitament en contra.
Per a l'endemà dia 6, el Comitè Revolucionari va tornar a convocar una manifestació, que estigué molt més concorreguda que l'anterior. De nou, es van exhibir pancartes amb el lema "Germans, no dispareu!" i s'estigueren esperant fent assemblea en una plaça. Uns quants sindicalistes revolucionaris s'armaren i demanaren enderrocar el govern Ebert, però molts dels activistes del KPD fracassaren en l'intent de guanyar-se l'adhesió de les tropes; ni tan sols unitats com ara la Divisió Naval Popular, que es declarà neutral, volgueren donar suport a la revolta armada, mentre que d'altres guarnicions de Berlín es mantingueren lleials al govern.
Mentre que, obeint ordres seves, cada vegada més tropes es dirigien a Berlín, Ebert acceptà una oferta de la USPD de fer de mitjancers entre ell i el Comitè Revolucionari. Ara bé, un cop es conegué la marxa de tropes sobre Berlín i en una publicació de l'SPD hi aparegué la frase "S'acosta l'hora de la veritat" ("Die Stunde der Abrechnung naht"), el Comitè trencà negociacions (8 de gener), la qual cosa va donar a Ebert l'oportunitat d'usar les tropes a partir de l'endemà. A més, a partir del dia 12 van començar a arribar batallons de Freikorps a Berlín, on actuaren com a esquadrons de la mort. Gustav Noske, antic Comissari del Poble per a l'Exèrcit i la Marina, va acceptar-ne el comandament. Després que els Freikorps desallotgessin brutalment alguns edificis ocupats i n'executessin immediatament els ocupants, els altres es rendiren, i una part d'ells acabà també afusellada. D'aquesta manera, hi hagué cent cinquanta-sis morts a Berlín.

#### Els assassinats de Karl Liebknecht i Rosa Luxemburg

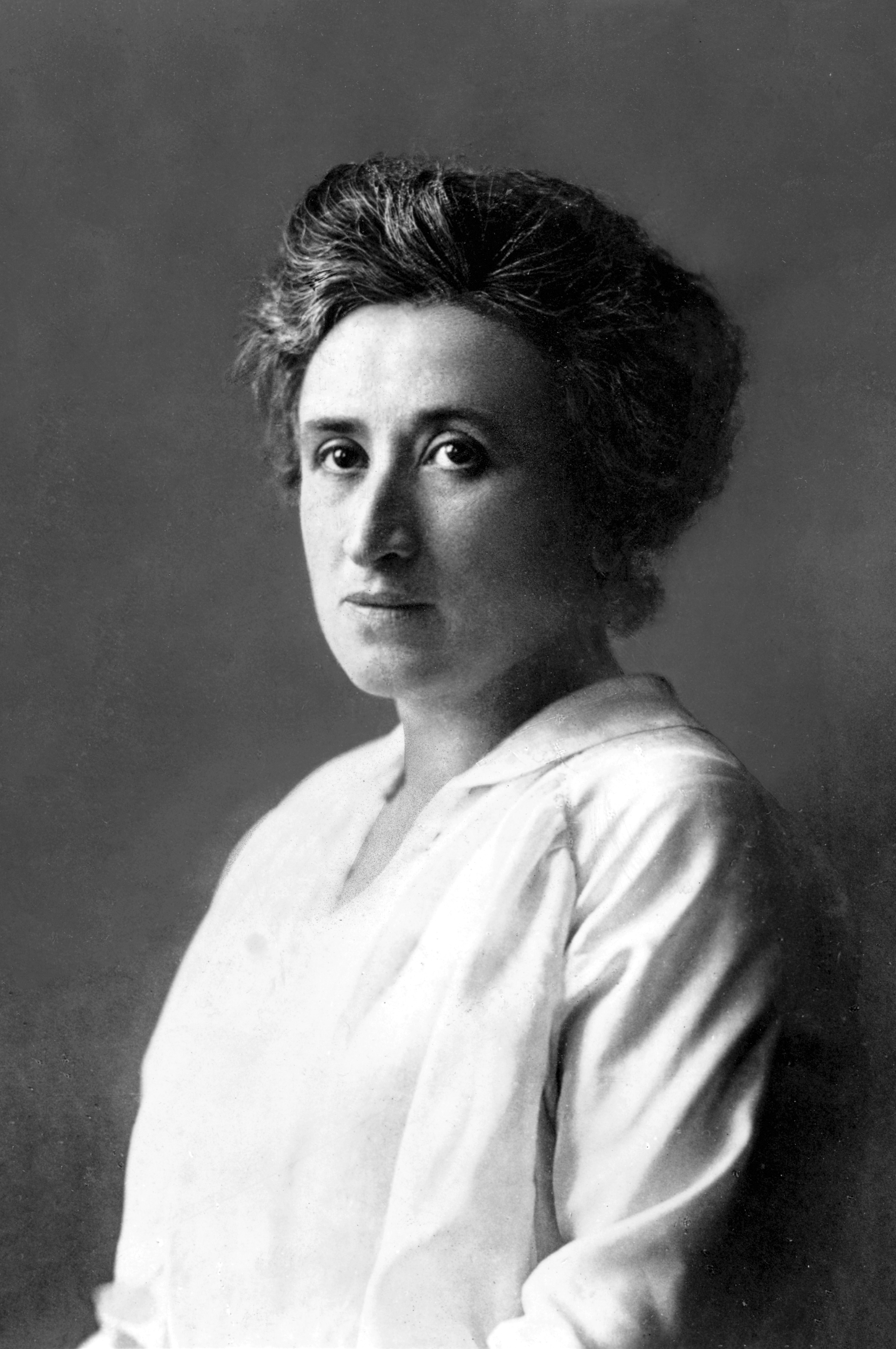
Rosa Luxemburg, va ser assassinada -amb Karl Liebknecht- després del fracàs de l'aixecament espartaquista a Berlín.

Els sospitosos d'haver instigat la revolta de gener van haver d'amagar-se. El 15 de gener de 1919 al vespre, Rosa Luxemburg i Karl Liebknecht van ser descoberts a Berlín en un pis del barri de Wilmersdorf, i van ser lliurats a la divisió de Freikorps Garde-Kavallerie-Schützen. El seu comandant, el capità Waldemar Pabst,
els feu interrogar i torturar. Aquella mateixa nit, tots dos presoners foren estabornits a cops de culata i morts d'un tret al cap. El cos de Rosa Luxemburg el van llençar al Canal de Landwehr, on no va ser trobat fins a l'1 de juliol, mentre que el cos de Karl Liebknecht el van enviar al dipòsit de cadàvers sense cap nom.
La majoria dels implicats en aquest fet quedà impune, i els pocs que foren jutjats i empresonats van rebre anys després compensacions per part del Tercer Reich; a més els nazis van refondre la Gardekavallerie en la SA (Sturmabteilung). En una entrevista concedida a "Der Spiegel" el 1962, com també a les seves memòries, Pabst hi afirmà que havia parlat per telèfon amb Noske a la cancelleria i que, per tant, comptava amb l'aprovació d'ell i d'Ebert. Aquesta afirmació, però, mai no ha estat demostrada, especialment perquè ni el parlament ni els tribunals investigaren mai els fets.
Després dels assassinats del 15 de gener, l'oposició entre l'SPD i el KPD esdevingué irreconciliable, la qual cosa va impedir cap acció conjunta d'aquests dos partits durant l'època de la República de Weimar.

### D'altres revoltes posteriors

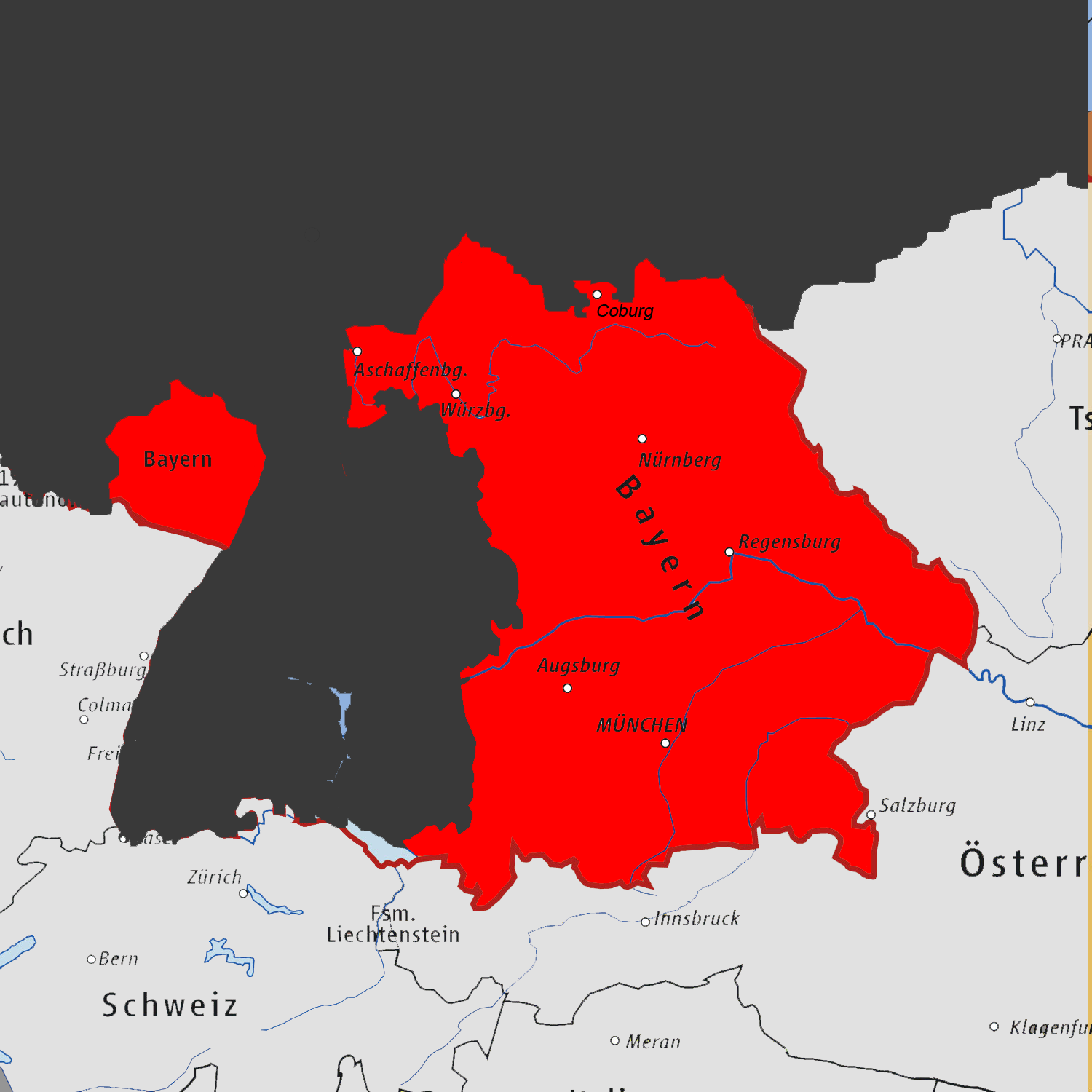
Territoris de la declarada República Soviètica de Baviera

Durant els primers mesos de 1919, hi hagué revoltes armades per tot arreu d'Alemanya. En alguns estats, es proclamaren repúbliques de consells, la més duradora de les quals fou la República Soviètica de Baviera dita també República Soviètica de Múnic.
Pel febrer, Noske va decidir enviar els Freikorps contra la República de Consells de Bremen, malgrat haver ofert una negociació. Arran dels combats, va haver-hi quatre-cents morts. A conseqüència d'aquesta brutal repressió, va haver-hi vagues generals al districte del Ruhr, a Renània i a Saxònia. Membres de la USPD, del KPD i, fins i tot, de l'SPD van convocar una vaga general que va començar el 4 de març. Malgrat el desig dels organitzadors, la vaga va degenerar en enfrontaments als carrers de Berlín, i el govern de Prússia, que havia declarat l'estat de setge, va demanar ajuda al govern del Reich. De nou, Noske va usar la Gardekavallerie-Schützendivision dirigida per Pabst contra els vaguistes de Berlín. L'endemà, el resultat dels combats fou de mil dos-cents morts, la majoria dels quals desarmats i no implicats en els fets. Entre d'altres, vint-i-nou membres de la Divisió Naval Popular, que s'havien rendit, foren executats sumàriament, ja que Noske havia ordenat disparar immediatament contra qualsevol a qui es trobés amb armes. A Hamburg i Turíngia, va donar-se una situació de guerra civil. La República Soviètica de Baviera fou liquidada el 2 de maig també d'aquesta forma violenta per tropes de Prússia i Freikorps de Wurttemberg.
Arran d'aquesta brutal repressió, molts demòcrates d'esquerra i, naturalment, la USPD i el KPD, consideraren l'actuació d'Ebert, Noske i d'altres dirigents de l'SPD com una traïció als seus ideals i seguidors.

## La Constitució de Weimar

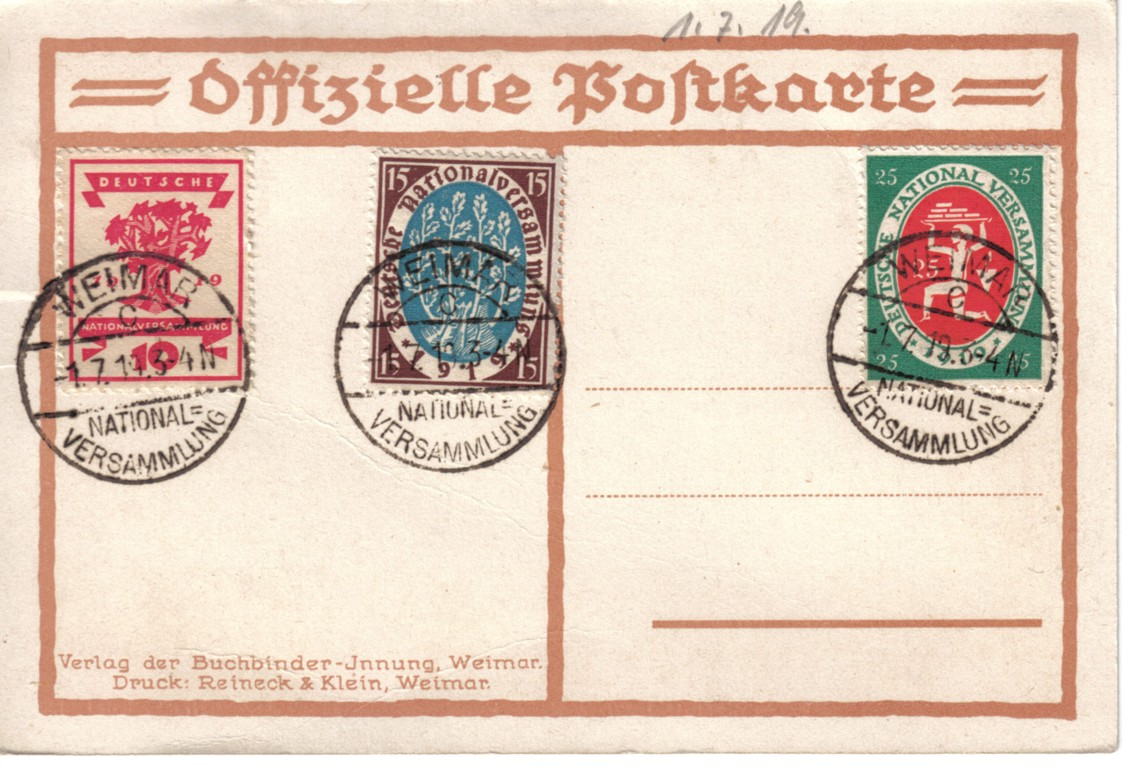
Postal oficial de l'Assemblea Constituent de Weimar.

La constitució s'elabora i s'aprova en el període d'entreguerres. És la primera constitució democràtica de l'Estat alemany.
Estableix la divisió de poders i plena elecció del poder legislatiu i executiu.
Es va establir un sufragi universal real de majors de 20 anys que elegirien cada 4 anys els membres de la cambra dels diputats.
La cambra del diputats s'anomena Reichstag tot i que ja no hi ha cap imperi.
El poder executiu l'encapçala el Canceller, el President de la república tindrà amplis poders. Tots dos càrrecs són elegits, el President de la República nomena el Canceller a petició de la Cambra.
El mandat executiu és de 4 anys (Cambra) i el legislatiu de 7 (Presidència).
En la constitució de Weimar les funcions presidencials quedaven reforçades per un article en el qual es permetia al president de la República governar per decret i dissoldre la Cambra.
El 19 de gener de 1919, va ser elegida una Assemblea Nacional Constituent (Verfassungsgebende Nationalversammlung). Els seus escons quedaren així repartits:
- SPD: 165
- Partit del Centre (catòlic): 91
- DDP Partit Demòcrata Alemany (liberals d'esquerres): 75
- Partit Nacionalista Alemany Popular: 44
- USPD: 22
- Partit Popular Alemany (nacional-liberal): 19

Malgrat la recomanació de Rosa Luxemburg, el KPD va abstenir-se de presentar-se a les eleccions.
Per tal d'evitar la situació caòtica i violenta de Berlín, l'Assemblea Nacional va reunir-se el 6 de febrer a Weimar, una població de Turíngia, a uns dos-cents cinquanta quilòmetres de Berlín. L'11 de febrer, l'Assemblea va nomenar Ebert President Provisional del Reich, i, 13, Philipp Scheidemann primer ministre del govern de coalició format per l'SPD amb el Partit del Centre i amb el DDP. El 21 d'agost, Friedrich Ebert va ser jurat com a President del Reich (Reichspräsident).
La nova Constitució de Weimar (Weimarer Verfassung), que convertí el Reich en una república democràtica i federal, fou aprovada l'11 d'agost amb els vots de l'SPD, el Partit del Centre i el DDP. Aquesta constitució va continuar la tradició liberal i democràtica del segle xix i, igual com la Llei Fonamental de l'actual República Federal Alemanya, repeteix paraula per paraula molts fragments de la Declaració de Frankfurt de 1849. Tanmateix, quedaren ignorades moltes de les peticions dels revolucionaris de novembre com ara la nacionalització de la indústria del carbó i de l'acer, de la banca i de les grans indústries, l'expropiació de les finques de la noblesa i la democratització de l'exèrcit. La posició i les pensions dels funcionaris i dels soldats foren expressament protegides.
Una cosa que sempre s'ha criticat a la Constitució de Weimar és el seu article 48, que autoritzava al President de la República d'actuar en contra de la majoria del Parlament i d'usar l'exèrcit dins del país si ho considerava necessari. Aquest article fou molt usat en la tasca de destruir la democràcia des del sistema mateix, que es va dur a terme entre 1930 i 1933, i ha ajudat en els passos cap a la instauració del Tercer Reich (1933-1945) per Adolf Hitler.
La República de Weimar (1919-1933), el règim sorgit de la Revolució Alemanya, va patir sempre la pressió dels extremistes tant d'esquerra com de dreta.
L'esquerra radical, representada principalment pel Partit Comunista (KPD), sempre va acusar els governs socialdemòcrates d'haver traït el moviment obrer evitant una revolució comunista. Per la seva banda, l'extrema dreta, contrària per principi a qualsevol sistema democràtic i desitjant sempre el retorn de l'autoritarisme de l'antic Imperi (1871-1918), va rebutjar la República de Weimar en considerar-lo instaurada pels Criminals de Novembre, culpables de la Punyalada per l'Esquena que havia dut Alemanya a la derrota en la guerra quan la victòria semblava a l'abast de la mà; al final, fou el Partit Nazi el qui esdevingué el portaveu de tota l'extrema dreta nacionalista antirepublicana i contrarevolucionària.
Tots els partits contraris a Weimar, tant per l'esquerra (KPD) com per la dreta (Nazis), no dubtaren mai a usar el sistema de llibertats democràtiques per liquidar el sistema des de dins, tal com va acabar fent-ho Adolf Hitler, amb la complicitat de certs sectors conservadors i reaccionaris.

## Partits polítics

Evolució dels partits polítics en les eleccions parlamentàries de la República de Weimar.

La presa del poder per les masses va tenir com a conseqüència immediata el fet que Alemanya lliurés el poder polític al socialisme. El novembre de 1918 la gran majoria del país estava sincerament disposada a recolzar a un govern democràtic. Com als socialdemòcrates se'ls considerava demòcrates, i eren el partit parlamentari més nombrós, hi havia gairebé una absoluta unanimitat per confiar-los la direcció i formació del futur sistema de govern. No obstant això, els socialdemòcrates s'havien escindit; rellevants marxistes van rebutjar la democràcia i es van manifestar partidaris de la dictadura del proletariat. Van aparèixer així tres corrents socialistes:
1. La socialdemocràcia (SPD): amb un 35% dels escons del Reichstag en les eleccions de 1912, era la principal representant de la societat alemanya. Així mateix, gaudia d'un extraordinari predicament entre les classes populars per la seva antiguitat, organització i nombre d'afilats. Obedients del règim imperial, amb la caiguda d'aquest es proposava substituir l'Alemanya militarista i feudal per una democràcia parlamentària, restaurar les llibertats cíviques i els drets de l'home (suspesos en el curs de la guerra) i augmentar el programa de mesures de la sozialpolitik (política de benestar social) preexistent. Els socialdemòcrates rebutjaven completament el model bolxevic de revolució armada i la dictadura del proletariat, i van potenciar la col·laboració amb altres forces polítiques per democratitzar les institucions.
2. Els socialistes independents (USPD): van aparèixer el 1917 sense una formulació programàtica clara, com a oposició al continuisme que l'SPD feia del govern imperial en la guerra. Partidaris de la restauració de la unitat socialista, defensaven tant el parlamentarisme com els consells revolucionaris, en la creença que aquests últims havien de supervisar al primer. Compartien el desig de l'SPD de potenciar la política social, i advocaven per la socialització de l'economia a través de la nacionalització parcial de determinats sectors econòmics, com a part de les finances i la indústria pesant, però mantenint el comerç intern i extern en mans privades. Rebutjaven la col·lectivització de la terra, però proposaven una redistribució a favor dels petits agricultors. S'oposaven a les autoritats burgeses i rebutjaven el burocratisme de les institucions i els sindicats, en contra de l'SPD.
3. La Lliga Espartaquista: al principi parteix de l'USPD, es va transformar en un partit revolucionari. Rebutjaven el revisionisme socialdemòcrata i consideraven els esdeveniments de novembre una etapa en l'objectiu final de la revolució socialista i la dictadura del proletariat. Consideraven la revolució bolxevic un exemple a seguir, amb certs ajustos i la correcció dels errors de Lenin pel que fa al manteniment de les llibertats individuals. Creien que els proletaris havien de prendre el control de les institucions burgeses i suplantar-les amb els seus propis òrgans representatius, exclusivament formats per membres del seu partit, per aconseguir una veritable democràcia, sense que el terror i la repressió entressin en principi en les seves finalitats. Les seves 24 proposicions per a la protecció de la revolució incloïen el desarmament de l'exèrcit i la policia, la supressió del règim parlamentari i la socialització de l'economia a través de la confiscació de grans fortunes, bancs, propietats i fàbriques, dels transports i els mitjans de comunicació i el dirigisme de la producció. Independentment de tot això, vists amb perspectiva, els seus esforços estaven condemnats al fracàs donat el seu escàs nombre i a aquest efecte negatiu que la Revolució russa havia produït en l'opinió pública, assimilant-se els horrors soviètics als espartaquistes.

Els socialdemòcrates es van aliar amb els independents i van controlar els organismes de la Revolució de Novembre, articulant una bicefàlia entre els representants polítics i els dels consells populars. El 10 de novembre, sis comissaris del poble (3 socialdemòcrates i 3 independents) van formar el Govern Provisional. L'endemà van signar l'Armistici de Compiégne, basant-se en els 14 punts de Wilson, i el 12 van promulgar un programa d'actuació política econòmica de cara a la reconstrucció nacional. Es va crear un Consell Executiu Provisional completament dominat pels socialdemòcrates, com a vincle entre el govern provisional i els consells. Aquest Consell no dubta a ratificar l'actuació del govern, i no escolta als espartaquistes. Els Consells havien perdut la seva utilitat per a un govern la major preocupació del qual era precisament evitar una Revolució, limitant-se al canvi pacífic del canceller i la forma de l'Estat. Finalment, el Congrés Panalemany de Consells reunit a Berlín del 16 al 20 de desembre va recolzar majoritàriament les tesis socialdemòcrates, per la qual cosa es va dissoldre i va confiar la destinació de la República a la convocatòria d'eleccions per a una Assemblea Nacional Constituent. Amb això la Revolució va acabar abans de començar, i les classes populars van quedar marginades de la política. Aquesta renúncia voluntària del poder va provocar l'estupor i l'acció desesperada de la Lliga Espartaquista, rebutjada per la major part de la població, que no havia obtingut més que 10 delegats d'un total de 489 a l'esmentat Congrés.
Per consolidar-se, la nounada República va aconseguir l'acord entre sindicats i patronals (15 de novembre), tranquil·litzant així a la burgesia. Els treballadors van obtenir garanties com la jornada de vuit hores sense disminució de salaris, la renúncia dels patrons a emprendre accions contra els sindicats i la reglamentació del treball amb convenis col·lectius. Per la seva banda, els industrials van conjurar el perill de la revolució i la socialització de l'economia, defensats pels espartaquistes. D'igual manera, es va arribar a un acord amb l'exèrcit monàrquic per crear un govern d'ordre i combatre l'amenaça bolxevic. Per la seva banda, la vella classe política imperial s'havia adaptat a -encara que generalment no acceptat- la nova legalitat en la forma de nous partits de dretes, els anomenats populars: els conservadors antirepublicans i panalemanys en el Partit Popular Nacional Alemany (Deutsche Nationalen Volkspartei) (DNVP), mentre que els liberals es van escindir en el dretà Partit Popular Alemany (Deutsche Volkspartei) (DVP) i l'esquerrà Partit Democràtic Alemany (Deutsche Demokratische Partei) (DDP). Tan sols el catòlic i centrista Partit de Centre (Zentrumspartei) (ZP) va conservar la seva denominació anterior. Els partits de la dreta no liberal estaven al seu torn influïts per les percepcions de l'anomenat Moviment Revolucionari Conservador.
Les forces polítiques centrals de la República eren el Partit del Centre Catòlic (Zentrum), el Partit Socialdemòcrata d'Alemanya (SPD) i el Partit Democràtic d'Alemanya (DDP)

El sector de la dreta l'encapçala el Partit Popular d'Alemanya (DVP), que era el partit liberal tradicional. El DVP acceptarà el règim republicà quan Gustav Stresemann ocupi la cartera d'exteriors i formi part d'una coalició de govern que accepti la república.

Més a la dreta es trobava el Partit Nacional del Poble d'Alemanya (DNVP) que fou el partit liberal tradicional. Liderat per Alfred Hugenberg, els Nacionalpopulars seran xenòfobs i contraris a la república. La dreta radical antisemita té les bases en els camperols i les classes mitjanes. La figura de Hugenberg era el referent de la dreta abans de l'arribada de Hitler.
Encara més a la dreta hi ha una extrema dreta molt més dispersa i heterogènia que va rebre el nom de Volkisch. Hi ha diversos grups com ara Estudiants nacionalistes, societats secretes com la Societat Thule, que propugnava la contramasoneria i la preeminència de la raça alemanya.
També hi ha un partit antisemita obrer en què Adolf Hitler serà el cap militar, més tard s'anomenarà Partit dels Treballadors Nacionalsocialistes Alemanys (NSDAP).
Hi ha un altre grupuscle dins del món Volkisch d'intel·lectuals que critiquen la dreta tradicional alemanya: Defensen una revitalització des del punt de vista conservador amb un matís militarista i fomentant el revengisme: una de les figures clau és l'escriptor Ernst Jünger.
El grups que formen el Volkish tenen trets comuns: el nacionalisme fonamentat en l'expansió territorial, l'oposició a la República democràtica i la voluntat de crear una dictadura nacional.

A l'Esquerra hi ha el Partit Comunista d'Alemanya (KPD). El 1921 desapareix el Partit Socialdemòcrata Independent d'Alemanya (USPD), els seus membres o bé retornen a l'SPD o bé van al KPD. A partir de 1923 el KPD seguirà contrari a la República però abandonarà la via insurreccional.

En les eleccions es produeix una estabilitat de les forces d'Esquerra: els socialistes obtenen en 20% dels vots i els comunistes un 10%, l'esquerra suma un 30%.
El DDP té una davallada.
La dreta fins al 1931 la formen el DVP i el DNVP. Després la dreta tindrà un descens a favor de l'NSDAP.
L'explosió nacionalsocialista surt de dues fonts:
A) Una transferència del vot nacional popular al nacionalsocialisme.
B) Una concentració de petits partits regionals que formen el vot volkish.

## Problemes principals

### Problema de la supervivència econòmica

Hiperinflació de la República de Weimar.

En finalitzar la gran guerra hi ha una gran desorganització econòmica que provocarà una desestabilització molt greu en l'economia alemanya propulsada per dos factors:
- Hiperinflacció: afecta principalment a les classes mitjanes que tenen alguns estalvis. El moment àlgid serà el 1923.
- Reparacions de guerra: el pagament de les reparacions suposa un entrebanc a la recuperació econòmica.

El 1923 França Exigirà el pagament de les reparacions de guerra i ocuparà militarment la conca del Ruhr. Alemanya es trobarà a la vora de l'abisme, però la situació es recupera el mateix any i Alemanya revifa.
La millora de la producció es produeix per dos factors: per una banda la formació d'un govern de coalició nacional liderat per Stresemann, del qual s'exclourà el KPD i el món Volkish.
Per l'altra banda hi ha la intervenció americana en l'anomenat pla Dawes, amb el qual es pretén reorganitzar els pagaments de les reparacions i evitar el ressentiment.

### Problemes de supervivència política
Els únics defensors de la República de tot l'espectre polític eren l'SPD i el partit del Zentrum, que hi donava suport amb condicions. Per això l'SPD va haver de fer coalicions amb partits no republicans com el DVP i el DNVP.
L'oposició insurreccional tant de dretes com d'esquerres va acabar el 1923. Fins aleshores protestes comunistes i anarquistes, un putch liderat per Kapp i una insurrecció volkish a Múnic. La República s'estabilitzarà i desapareixerà el perill insurreccional.
A partir de 1925 el perill va ser la poca identificació de l'espectre polític amb la República. Un altre perill va ser l'autoritarisme de la dreta. Sistema electiu a dues voltes, la primera es guanya per majoria absoluta i la segona per majoria simple. El 1925 Friedrich Ebert va morir, i a les eleccions per la presidència sortí escollit Paul von Hindenburg, que va concentrar el vot de la dreta i va fer servir els seus poders per a dur a terme decisions unilaterals. Walter Simons va actuar com a Cap d'Estat en funcions del 12 març al 12 de maig de 1925.

## Cultura
Conjuntament amb aquestes circumstàncies desfavorables, però, va tenir lloc un ressorgiment important de les arts, incloent-hi moviments d'avantguarda de força tradició i militància política, especialment d'esquerres. És el cas de l'anomenada Nova Objectivitat i dels corrents literaris i periodístics que van posar de moda el reportatge com a eina de narració i descripció social. La ciutat de Berlín esdevingué un centre artístic important, juntament amb París el lloc de més confluència d'artistes a l'època. Un dels motius d'aquesta implosió de les arts es troba en l'abolició de la censura pel nou govern de Weimar. Tingué lloc en aquesta època la fundació de l'escola Bauhaus. És reconeguda també la varietat de la vida nocturna a les grans ciutats alemanyes de l'època, coincidint amb els anys 20, així com una primerenca afirmació dels moviments LGBT, que trobaren defensors dels drets d'homosexuals i lesbianes, malgrat haver-hi legislació desfavorable. La filosofia també tingué en l'escola de Frankfurt un nou corrent renovador, i en les figures de filòsofs com Theodor W. Adorno, Walter Benjamin, Max Horkheimer, Siegfried Kracauer i altres la prova de la riquesa cultural del moment.
Alemanya a l'època és també reconeguda internacionalment com una gran potència del cinema, amb pel·lícules de l'anomenat cinema expressionista com Berlín, simfonia de la gran ciutat, M, un assassí entre nosaltres, El gabinet del Dr. Caligari, El testament del doctor Mabuse, Vampyr, L'àngel blau, La caixa de Pandora o Metropolis.

## Final de la República
La confluència de factors adversos a la república de Weimar va produir una situació propícia per a l'èxit de forces nacionalistes i d'extrema dreta. En gener de 1933, el Partit Nacional Socialista Alemany dels Treballadors (NSDAP) aconsegueix arribar al poder. Immediatament, posen fi a la primera experiència democràtica d'Alemanya i instauren el Tercer Reich, un règim dictatorial. Si bé els nazis mai no van derogar la Constitució de Weimar, van iniciar el que s'anomena Gleichschaltung, un procés d'eliminació de les estructures democràtiques per a transformar el país en un estat totalitari.

## Crisi política i econòmica a la República de Weimar
Les causes llunyanes de la pujada al poder del nazisme es remunten a la derrota d'Alemanya a la Primera Guerra Mundial i el Tractat de Versalles que imposà un tracte humiliant, segons la percepció de la majoria de ciutadans alemanys. Per a molts ciutadans alemanys, la derrota i les sancions eren una gran humiliació per qui fins feia pocs anys abans havia estat el poderós Imperi Alemany.
Aquestes circumstàncies possibilitaren l'acció d'un petit partit sorgit entre el 1919 i el 1921: el Deutsche Arbeiterpartei (DAP) (Partit Obrer Alemany), fundat el gener del 1919 per Anton Drexler, i que prengué un any després el nom de Nationalsozialistische Deutsche Arbeiterpartei, el Partit Nacional Socialista dels Treballadors Alemanys o NSDAP, més coneguts pel nom de «nazis», liderats per Adolf Hitler. Durant la segona meitat dels anys 20 aquest grup polític creixé de forma espectacular tant en popularitat com en nombre de militants. El partit lluitava per l'abolició del Tractat de Versalles i per la renovació d'Alemanya. El seu líder, Adolf Hitler, era un orador brillant que enardia les masses amb un programa antisemita, d'un nacionalisme expansiu i agressiu i, sobretot, defensava una concepció totalitària de l'Estat. Un fragment del programa del «Partit Obrer Alemany», de Múnic, 24 de febrer del 1920 en dona una idea dels punts bàsics de la ideologia nazi:

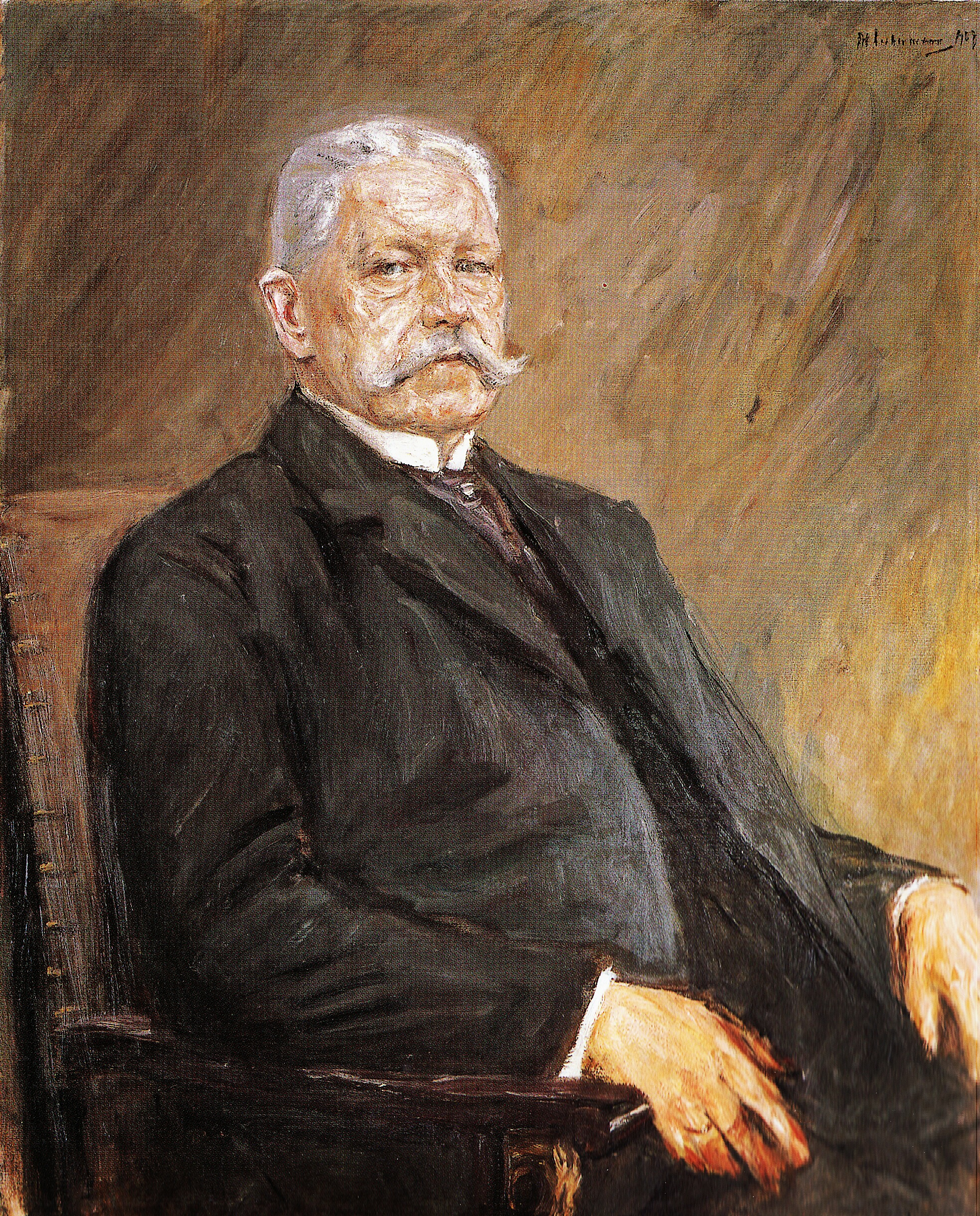
L'ancià Hindenburg va haver de postular-se per evitar que Hitler guanyés la Presidència, encara que era poc probable que sobrevisqués fins al final del seu mandat.

| « | 1. Nosaltres demanem la reunió de tots els alemanys en una Gran Alemanya, d'acord amb el dret dels pobles a disposar d'ells mateixos. 2. Nosaltres reclamen la concessió al poble alemany dels mateixos drets que les altres nacions i l'anul·lació dels Tractats de Versalles i de Saint Germain. 3. Nosaltres reclamen terres (colònies) per alimentar el nostre poble i establir els nostres excedents de població. 4. Només poden ser considerats ciutadans els germans de raça. Només poden ser germans de raça els qui són de sang alemanya, sense tenir en compte llur religió. Cap jueu no pot ésser un germà de raça (....). 5. (...) Denunciem la pràctica parlamentària corrompuda de designar els càrrecs de l'Estat per raons de partit, sense tenir en compte llur caràcter o llurs capacitats. 6. Demanem que l'Estat es preocupi en primer lloc de les possibilitats de guany i de vida dels ciutadans. Si no és possible alimentar bé tota la població de l'Estat, els súbdits d'altres nacions han de ser expulsats d'Alemanya. (...) 12. Demanem la confiscació total dels beneficis de guerra (...). 25. Per aconseguir aquests objectius, reclamem la constitució d'un poder fort i central del Reich que governi sobre la totalitat dels seus territoris amb un poder absolut. | » |

En el text hi ha, doncs, les bases del programa polític del nazisme: annexió dels pobles veïns, anul·lació del Tractat de Versalles, antisemitisme, pangermanisme, refús de la democràcia parlamentària i totalitarisme d'Estat, tot farcit amb un llenguatge que exalta el poder i la força.
Tanmateix serà la crisi econòmica generada per la Gran Depressió, a partir de 1929, i que disparà la inflació fins restà totalment fora de control, i la debilitat política dels governs de la República de Weimar la que acabà amb la mateixa república. En altres paraules, fins a finals dels anys 20, el partit d'Adolf Hitler no passà de ser un partit petit (el 1928, a les eleccions al Reichstag només obté un 2,5 per cent dels vots).

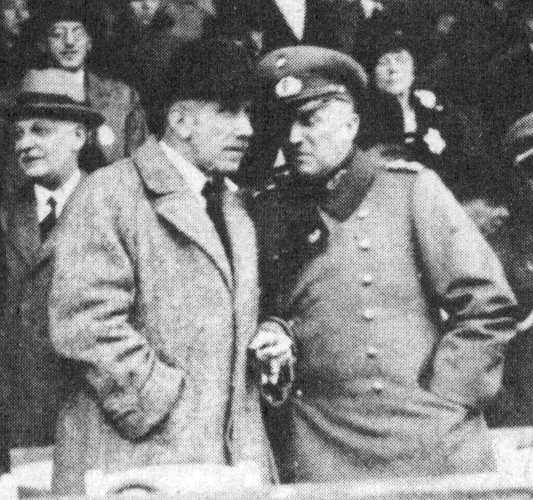
Papen (esquerra) i el general Schleicher (dreta) exercirien gran influència en l'ancià Paul von Hindenburg en els últims anys de la República, i les seves intrigues acabarien portant a Hitler al poder.

Fou la Gran Depressió i la debilitat final del govern republicà allò que facilità la pujada al poder de Hitler. La crisi econòmica iniciada amb el crack del 1929 significà la confirmació de la ineficiència dels governs burgesos i la desautorització de la socialdemocràcia, incapaç de reaccionar davant les desastroses conseqüències socials de la crisi. En aquestes condicions, els magnats de la indústria i de les finances alemanyes decidiren donar ple suport al NSDAP. Gràcies a aquestes subvencions, el NSDAP aconseguí els triomfs electors de 1930 i 1932.
A. Krupp, president de la companyia Krupp, una de les empreses més gran d'Alemanya, i afiliat al partit nazi el 1938, declarà en qualitat de detingut en el tribunal dels judicis de Nuremberg (1945-46):
| « | L'economia necessita un desenvolupament sa i progressiu. Els nombrosos partits polítics lluitaven entre ells enmig de l'anarquia (...). Nosaltres, els de l'empresa Krupp, no som idealistes sinó realistes. Teníem la impressió que Hitler ens donaria la possibilitat d'un desenvolupament sa. I ho va fer. Al començament, havíem votat pel partit populista, però els conservadors no podien governar el país perquè eren massa febles. A aquesta lluita implacable per la subsistència i el poder necessitàvem ésser conduïts per una mà forta i dura. Com la de Hitler. Després de deu anys passats sota la seva conducció, estàvem molt contents. Volíem un sistema que funcionés bé i que ens donés els mitjans per tal de treballar tranquil·lament. He dit que ignorava tot sobre l'extermini dels jueus, i he afegit: “quan es compra un bon cavall, no es miren alguns defectes. | » |

La crisi política també era palpable i serà el desencadenant de l'ascens nazi: “Un Estat no es desintegra només per una crisi econòmica i un atur generalitzat. Si fos així, també s'haurien hagut de desintegrar, per exemple, els Estats Units de la Gran Depressió dels anys 1930-1933, amb els seus 13 milions d'aturats. La República de Weimar no es va enfonsar per la crisi econòmica i l'atur, encara que aquests fets formessin part, naturalment, de l'ambient de decadència, sinó per la decisió prèvia de la dreta (Alemanya) d'abolir l'Estat parlamentari a favor d'un Estat autoritari vagament definit. Un Estat que tampoc no va ser destruït per Hitler: ell ja el va trobar desfet quan va arribar a canceller i només li va caldre arrabassar el poder a aquells que l'havien destruït”.

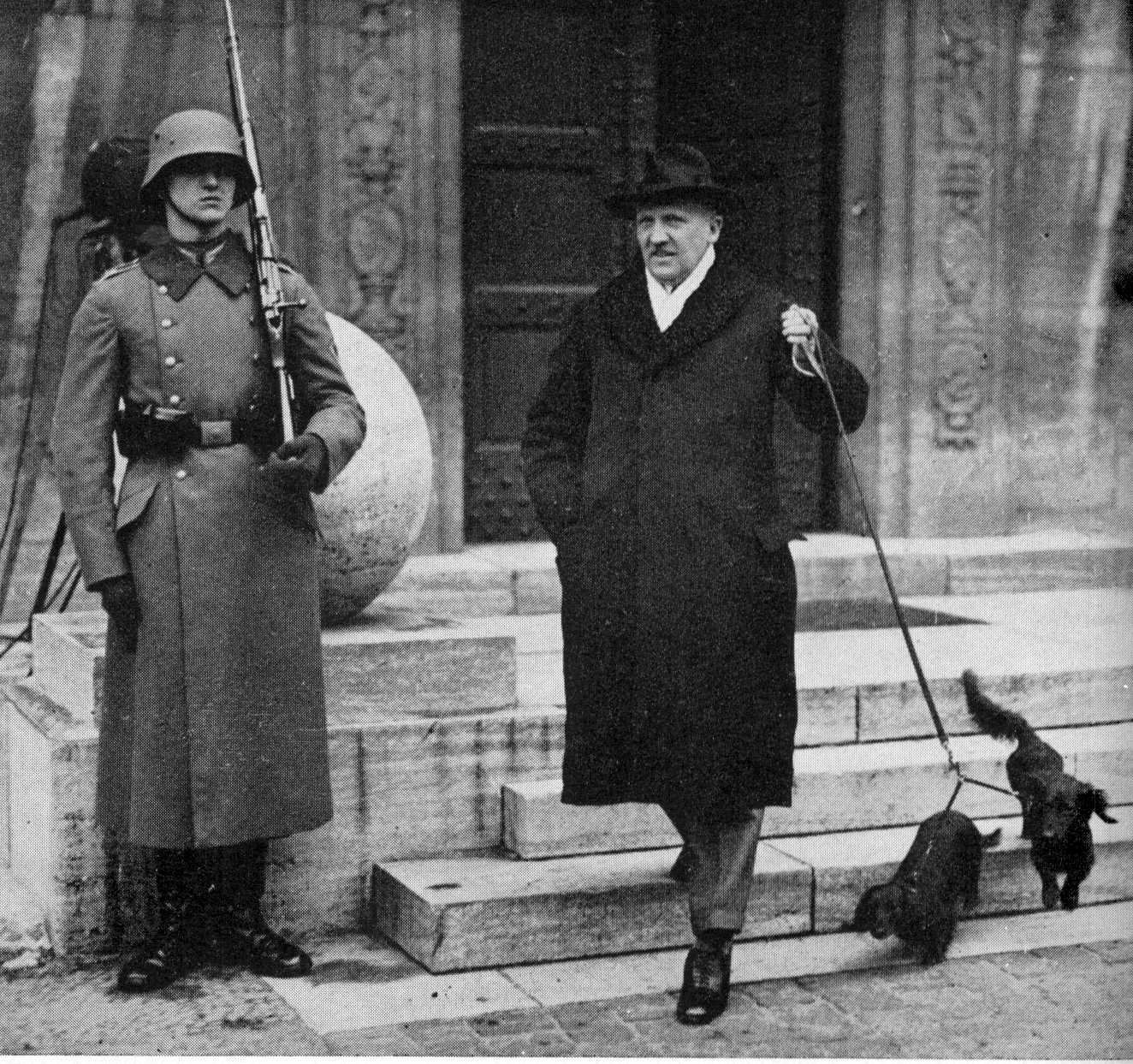
Derrotat, Schleicher, l'últim Canceller de la República, abandona la residència oficial per donar pas a Hitler.

El 1932, en el pitjor moment de la crisi econòmica i política, hi ha les eleccions presidencials. Hitler presenta la seva candidatura a la presidència de la República. A la segona volta obté 13,4 milions de vots i Hindenburg 19,3 milions. Els partits de centre i els socialistes es veuen obligats a votar a Hindenburg per evitar el triomf de Hitler. En qualsevol cas, les eleccions demostren que la dreta clàssica està enfonsada, i les classes mitjanes i la petita burgesia s'inclinen decididament pel partit nazi.
El Partit Nazi inicià converses amb els partits de Von Papen i el Partit de Centre, per assumir el càrrec de Canceller, fet que el President Von Hindenburg va rebutjar, i es van convocar eleccions parlamentàries quan el canceller Franz von Papen va perdre una moció de confiança en l'única sessió de la legislatura. A les eleccions de novembre de 1932, el NSDAP, tot i obtenir un 32% dels vots, continuà sent el partit més votat, i el 30 de gener de 1933, després de la renúncia del nou canceller Kurt von Schleicher, Von Hindenburg crida a Hitler per assumir el càrrec de Canceller d'Alemanya i presidir un govern de concentració nacional.
Per la seva banda, Von Papen creia que podria controlar el govern des de l'ombra, amb la convocatòria de noves eleccions per al març de 1933. De fet, al gabinet del nou govern, només Hermann Göring i Wilhelm Frick del NSDAP eren ministres.